# Lista de asteroides (257001-258000)
Esta é uma lista parcial de asteroides, do asteroide número 257001 até o 258000, inclusive. Veja também o índice com todas as listas disponíveis.

| Objeto Próximos à Terra | Cinturão de asteroides (interno) | Cinturão de asteroides (externo) | Centauro       |
| Cruzador de Marte       | Cinturão de asteroides (meio)    | Troianos de Júpiter              | Transnetuniano |

Veja mais dados de cada asteroide na ligação externa para o Minor Planet Center na última coluna.
Índice: 257001... 257101... 257201... 257301... 257401... 257501... 257601... 257701... 257801... 257901... 

## 257001–257100
| Designação      | Designação | Descoberta  | Descoberta   | Descobridor(es)     | Categoria | Mais informações / Referência |
| Permanente      | Provisória | Data        | Local        | Descobridor(es)     | Categoria | Mais informações / Referência |
| --------------- | ---------- | ----------- | ------------ | ------------------- | --------- | ----------------------------- |
| 257001          | 2008 EM150 | 10 mar 2008 | Kitt Peak    | Spacewatch          | —         | MPC                           |
| 257002          | 2008 EX150 | 4 mar 2008  | Mount Lemmon | Mount Lemmon Survey | —         | MPC                           |
| 257003          | 2008 ED151 | 11 mar 2008 | Catalina     | CSS                 | Phocaea   | MPC                           |
| 257004          | 2008 ES151 | 8 mar 2008  | Mount Lemmon | Mount Lemmon Survey | —         | MPC                           |
| 257005 Arpadpal | 2008 EW152 | 11 mar 2008 | La Silla     | EURONEAR            | —         | MPC                           |
| 257006          | 2008 EC154 | 15 mar 2008 | Kitt Peak    | Spacewatch          | —         | MPC                           |
| 257007          | 2008 ED158 | 4 mar 2008  | Kitt Peak    | Spacewatch          | —         | MPC                           |
| 257008          | 2008 EX159 | 1 mar 2008  | Kitt Peak    | Spacewatch          | —         | MPC                           |
| 257009          | 2008 EH165 | 2 mar 2008  | Kitt Peak    | Spacewatch          | —         | MPC                           |
| 257010          | 2008 EO166 | 6 mar 2008  | Catalina     | CSS                 | —         | MPC                           |
| 257011          | 2008 ES167 | 9 mar 2008  | Socorro      | LINEAR              | —         | MPC                           |
| 257012          | 2008 EA169 | 14 mar 2008 | Socorro      | LINEAR              | —         | MPC                           |
| 257013          | 2008 FW1   | 25 mar 2008 | Kitt Peak    | Spacewatch          | —         | MPC                           |
| 257014          | 2008 FQ6   | 30 mar 2008 | Piszkéstető  | K. Sárneczky        | —         | MPC                           |
| 257015          | 2008 FJ8   | 25 mar 2008 | Kitt Peak    | Spacewatch          | —         | MPC                           |
| 257016          | 2008 FR11  | 26 mar 2008 | Mount Lemmon | Mount Lemmon Survey | —         | MPC                           |
| 257017          | 2008 FU12  | 26 mar 2008 | Mount Lemmon | Mount Lemmon Survey | —         | MPC                           |
| 257018          | 2008 FX12  | 26 mar 2008 | Mount Lemmon | Mount Lemmon Survey | —         | MPC                           |
| 257019          | 2008 FN14  | 26 mar 2008 | Mount Lemmon | Mount Lemmon Survey | —         | MPC                           |
| 257020          | 2008 FJ17  | 27 mar 2008 | Kitt Peak    | Spacewatch          | —         | MPC                           |
| 257021          | 2008 FK18  | 27 mar 2008 | Mount Lemmon | Mount Lemmon Survey | —         | MPC                           |
| 257022          | 2008 FT23  | 27 mar 2008 | Kitt Peak    | Spacewatch          | —         | MPC                           |
| 257023          | 2008 FQ24  | 27 mar 2008 | Kitt Peak    | Spacewatch          | —         | MPC                           |
| 257024          | 2008 FU24  | 27 mar 2008 | Kitt Peak    | Spacewatch          | —         | MPC                           |
| 257025          | 2008 FK25  | 27 mar 2008 | Kitt Peak    | Spacewatch          | Mitidika  | MPC                           |
| 257026          | 2008 FX25  | 27 mar 2008 | Mount Lemmon | Mount Lemmon Survey | —         | MPC                           |
| 257027          | 2008 FU32  | 28 mar 2008 | Mount Lemmon | Mount Lemmon Survey | —         | MPC                           |
| 257028          | 2008 FM35  | 28 mar 2008 | Mount Lemmon | Mount Lemmon Survey | —         | MPC                           |
| 257029          | 2008 FK38  | 28 mar 2008 | Kitt Peak    | Spacewatch          | —         | MPC                           |
| 257030          | 2008 FW38  | 28 mar 2008 | Kitt Peak    | Spacewatch          | —         | MPC                           |
| 257031          | 2008 FD39  | 28 mar 2008 | Kitt Peak    | Spacewatch          | —         | MPC                           |
| 257032          | 2008 FZ39  | 28 mar 2008 | Kitt Peak    | Spacewatch          | —         | MPC                           |
| 257033          | 2008 FL41  | 28 mar 2008 | Kitt Peak    | Spacewatch          | —         | MPC                           |
| 257034          | 2008 FN41  | 28 mar 2008 | Mount Lemmon | Mount Lemmon Survey | —         | MPC                           |
| 257035          | 2008 FO48  | 28 mar 2008 | Mount Lemmon | Mount Lemmon Survey | —         | MPC                           |
| 257036          | 2008 FU48  | 28 mar 2008 | Mount Lemmon | Mount Lemmon Survey | —         | MPC                           |
| 257037          | 2008 FX50  | 28 mar 2008 | Mount Lemmon | Mount Lemmon Survey | —         | MPC                           |
| 257038          | 2008 FV51  | 28 mar 2008 | Mount Lemmon | Mount Lemmon Survey | —         | MPC                           |
| 257039          | 2008 FR54  | 28 mar 2008 | Mount Lemmon | Mount Lemmon Survey | —         | MPC                           |
| 257040          | 2008 FY55  | 28 mar 2008 | Mount Lemmon | Mount Lemmon Survey | Themis    | MPC                           |
| 257041          | 2008 FN58  | 28 mar 2008 | Mount Lemmon | Mount Lemmon Survey | —         | MPC                           |
| 257042          | 2008 FD67  | 28 mar 2008 | Kitt Peak    | Spacewatch          | —         | MPC                           |
| 257043          | 2008 FH67  | 28 mar 2008 | Kitt Peak    | Spacewatch          | —         | MPC                           |
| 257044          | 2008 FL67  | 28 mar 2008 | Mount Lemmon | Mount Lemmon Survey | —         | MPC                           |
| 257045          | 2008 FN69  | 28 mar 2008 | Mount Lemmon | Mount Lemmon Survey | —         | MPC                           |
| 257046          | 2008 FT74  | 31 mar 2008 | Catalina     | CSS                 | —         | MPC                           |
| 257047          | 2008 FN77  | 27 mar 2008 | Mount Lemmon | Mount Lemmon Survey | —         | MPC                           |
| 257048          | 2008 FA78  | 27 mar 2008 | Mount Lemmon | Mount Lemmon Survey | —         | MPC                           |
| 257049          | 2008 FL78  | 27 mar 2008 | Mount Lemmon | Mount Lemmon Survey | —         | MPC                           |
| 257050          | 2008 FX79  | 27 mar 2008 | Mount Lemmon | Mount Lemmon Survey | —         | MPC                           |
| 257051          | 2008 FE80  | 27 mar 2008 | Mount Lemmon | Mount Lemmon Survey | —         | MPC                           |
| 257052          | 2008 FH82  | 27 mar 2008 | Mount Lemmon | Mount Lemmon Survey | —         | MPC                           |
| 257053          | 2008 FT84  | 28 mar 2008 | Mount Lemmon | Mount Lemmon Survey | —         | MPC                           |
| 257054          | 2008 FN85  | 28 mar 2008 | Mount Lemmon | Mount Lemmon Survey | —         | MPC                           |
| 257055          | 2008 FF86  | 28 mar 2008 | Mount Lemmon | Mount Lemmon Survey | —         | MPC                           |
| 257056          | 2008 FL88  | 28 mar 2008 | Mount Lemmon | Mount Lemmon Survey | —         | MPC                           |
| 257057          | 2008 FU88  | 28 mar 2008 | Kitt Peak    | Spacewatch          | —         | MPC                           |
| 257058          | 2008 FN89  | 29 mar 2008 | Kitt Peak    | Spacewatch          | —         | MPC                           |
| 257059          | 2008 FD94  | 29 mar 2008 | Kitt Peak    | Spacewatch          | —         | MPC                           |
| 257060          | 2008 FL94  | 29 mar 2008 | Kitt Peak    | Spacewatch          | —         | MPC                           |
| 257061          | 2008 FB96  | 29 mar 2008 | Catalina     | CSS                 | —         | MPC                           |
| 257062          | 2008 FC99  | 30 mar 2008 | Kitt Peak    | Spacewatch          | —         | MPC                           |
| 257063          | 2008 FZ99  | 30 mar 2008 | Kitt Peak    | Spacewatch          | Phocaea   | MPC                           |
| 257064          | 2008 FG102 | 30 mar 2008 | Kitt Peak    | Spacewatch          | —         | MPC                           |
| 257065          | 2008 FJ102 | 30 mar 2008 | Kitt Peak    | Spacewatch          | —         | MPC                           |
| 257066          | 2008 FU107 | 31 mar 2008 | Kitt Peak    | Spacewatch          | —         | MPC                           |
| 257067          | 2008 FV110 | 31 mar 2008 | Kitt Peak    | Spacewatch          | —         | MPC                           |
| 257068          | 2008 FE113 | 31 mar 2008 | Kitt Peak    | Spacewatch          | Themis    | MPC                           |
| 257069          | 2008 FP113 | 31 mar 2008 | Kitt Peak    | Spacewatch          | —         | MPC                           |
| 257070          | 2008 FV113 | 31 mar 2008 | Kitt Peak    | Spacewatch          | —         | MPC                           |
| 257071          | 2008 FB114 | 31 mar 2008 | Kitt Peak    | Spacewatch          | —         | MPC                           |
| 257072          | 2008 FU114 | 31 mar 2008 | Mount Lemmon | Mount Lemmon Survey | —         | MPC                           |
| 257073          | 2008 FU116 | 31 mar 2008 | Kitt Peak    | Spacewatch          | —         | MPC                           |
| 257074          | 2008 FN117 | 31 mar 2008 | Kitt Peak    | Spacewatch          | Ursula    | MPC                           |
| 257075          | 2008 FJ118 | 31 mar 2008 | Mount Lemmon | Mount Lemmon Survey | —         | MPC                           |
| 257076          | 2008 FK128 | 28 mar 2008 | Kitt Peak    | Spacewatch          | —         | MPC                           |
| 257077          | 2008 FV130 | 31 mar 2008 | Kitt Peak    | Spacewatch          | —         | MPC                           |
| 257078          | 2008 FZ130 | 28 mar 2008 | Mount Lemmon | Mount Lemmon Survey | —         | MPC                           |
| 257079          | 2008 FU131 | 28 mar 2008 | Mount Lemmon | Mount Lemmon Survey | —         | MPC                           |
| 257080          | 2008 FR135 | 31 mar 2008 | Mount Lemmon | Mount Lemmon Survey | —         | MPC                           |
| 257081          | 2008 FV135 | 31 mar 2008 | Kitt Peak    | Spacewatch          | —         | MPC                           |
| 257082          | 2008 FH137 | 30 mar 2008 | Catalina     | CSS                 | —         | MPC                           |
| 257083          | 2008 FS137 | 31 mar 2008 | Catalina     | CSS                 | —         | MPC                           |
| 257084          | 2008 GX1   | 5 abr 2008  | Costitx      | Mallorca Obs.       | —         | MPC                           |
| 257085          | 2008 GD2   | 6 abr 2008  | Desert Moon  | B. L. Stevens       | —         | MPC                           |
| 257086          | 2008 GT3   | 7 abr 2008  | Catalina     | CSS                 | —         | MPC                           |
| 257087          | 2008 GL14  | 3 abr 2008  | Kitt Peak    | Spacewatch          | —         | MPC                           |
| 257088          | 2008 GH20  | 7 abr 2008  | Mayhill      | W. G. Dillon        | —         | MPC                           |
| 257089          | 2008 GA23  | 1 abr 2008  | Mount Lemmon | Mount Lemmon Survey | —         | MPC                           |
| 257090          | 2008 GZ26  | 3 abr 2008  | Kitt Peak    | Spacewatch          | —         | MPC                           |
| 257091          | 2008 GT32  | 3 abr 2008  | Kitt Peak    | Spacewatch          | Ursula    | MPC                           |
| 257092          | 2008 GW34  | 3 abr 2008  | Mount Lemmon | Mount Lemmon Survey | —         | MPC                           |
| 257093          | 2008 GK37  | 3 abr 2008  | Kitt Peak    | Spacewatch          | —         | MPC                           |
| 257094          | 2008 GV38  | 3 abr 2008  | Mount Lemmon | Mount Lemmon Survey | —         | MPC                           |
| 257095          | 2008 GO39  | 4 abr 2008  | Kitt Peak    | Spacewatch          | —         | MPC                           |
| 257096          | 2008 GJ41  | 4 abr 2008  | Kitt Peak    | Spacewatch          | —         | MPC                           |
| 257097          | 2008 GY42  | 4 abr 2008  | Mount Lemmon | Mount Lemmon Survey | Ursula    | MPC                           |
| 257098          | 2008 GR45  | 4 abr 2008  | Mount Lemmon | Mount Lemmon Survey | —         | MPC                           |
| 257099          | 2008 GO46  | 4 abr 2008  | Kitt Peak    | Spacewatch          | —         | MPC                           |
| 257100          | 2008 GQ46  | 4 abr 2008  | Kitt Peak    | Spacewatch          | —         | MPC                           |

## 257101–257200
| Designação | Designação | Descoberta  | Descoberta        | Descobridor(es)      | Categoria | Mais informações / Referência |
| Permanente | Provisória | Data        | Local             | Descobridor(es)      | Categoria | Mais informações / Referência |
| ---------- | ---------- | ----------- | ----------------- | -------------------- | --------- | ----------------------------- |
| 257101     | 2008 GV46  | 4 abr 2008  | Kitt Peak         | Spacewatch           | —         | MPC                           |
| 257102     | 2008 GR49  | 5 abr 2008  | Kitt Peak         | Spacewatch           | —         | MPC                           |
| 257103     | 2008 GE50  | 5 abr 2008  | Mount Lemmon      | Mount Lemmon Survey  | —         | MPC                           |
| 257104     | 2008 GG52  | 5 abr 2008  | Mount Lemmon      | Mount Lemmon Survey  | —         | MPC                           |
| 257105     | 2008 GE60  | 5 abr 2008  | Catalina          | CSS                  | —         | MPC                           |
| 257106     | 2008 GU60  | 5 abr 2008  | Catalina          | CSS                  | —         | MPC                           |
| 257107     | 2008 GJ64  | 5 abr 2008  | Kitt Peak         | Spacewatch           | —         | MPC                           |
| 257108     | 2008 GO64  | 6 abr 2008  | Kitt Peak         | Spacewatch           | Brangane  | MPC                           |
| 257109     | 2008 GZ68  | 6 abr 2008  | Kitt Peak         | Spacewatch           | —         | MPC                           |
| 257110     | 2008 GV70  | 7 abr 2008  | Kitt Peak         | Spacewatch           | —         | MPC                           |
| 257111     | 2008 GE72  | 7 abr 2008  | Mount Lemmon      | Mount Lemmon Survey  | —         | MPC                           |
| 257112     | 2008 GT72  | 7 abr 2008  | Mount Lemmon      | Mount Lemmon Survey  | —         | MPC                           |
| 257113     | 2008 GE74  | 7 abr 2008  | Kitt Peak         | Spacewatch           | —         | MPC                           |
| 257114     | 2008 GN77  | 7 abr 2008  | Kitt Peak         | Spacewatch           | —         | MPC                           |
| 257115     | 2008 GE78  | 7 abr 2008  | Kitt Peak         | Spacewatch           | —         | MPC                           |
| 257116     | 2008 GH79  | 7 abr 2008  | Kitt Peak         | Spacewatch           | —         | MPC                           |
| 257117     | 2008 GO81  | 7 abr 2008  | Kitt Peak         | Spacewatch           | —         | MPC                           |
| 257118     | 2008 GS81  | 8 abr 2008  | Bergisch Gladbach | W. Bickel            | —         | MPC                           |
| 257119     | 2008 GD86  | 9 abr 2008  | Kitt Peak         | Spacewatch           | —         | MPC                           |
| 257120     | 2008 GU87  | 5 abr 2008  | Mount Lemmon      | Mount Lemmon Survey  | —         | MPC                           |
| 257121     | 2008 GZ87  | 5 abr 2008  | Catalina          | CSS                  | —         | MPC                           |
| 257122     | 2008 GC89  | 6 abr 2008  | Kitt Peak         | Spacewatch           | —         | MPC                           |
| 257123     | 2008 GT96  | 8 abr 2008  | Mount Lemmon      | Mount Lemmon Survey  | —         | MPC                           |
| 257124     | 2008 GG98  | 8 abr 2008  | Kitt Peak         | Spacewatch           | —         | MPC                           |
| 257125     | 2008 GX101 | 10 abr 2008 | Kitt Peak         | Spacewatch           | —         | MPC                           |
| 257126     | 2008 GH106 | 11 abr 2008 | Mount Lemmon      | Mount Lemmon Survey  | —         | MPC                           |
| 257127     | 2008 GZ116 | 11 abr 2008 | Kitt Peak         | Spacewatch           | Brangane  | MPC                           |
| 257128     | 2008 GT117 | 11 abr 2008 | Kitt Peak         | Spacewatch           | —         | MPC                           |
| 257129     | 2008 GK118 | 11 abr 2008 | Mount Lemmon      | Mount Lemmon Survey  | —         | MPC                           |
| 257130     | 2008 GY120 | 12 abr 2008 | Catalina          | CSS                  | —         | MPC                           |
| 257131     | 2008 GV121 | 13 abr 2008 | Kitt Peak         | Spacewatch           | —         | MPC                           |
| 257132     | 2008 GF123 | 13 abr 2008 | Kitt Peak         | Spacewatch           | —         | MPC                           |
| 257133     | 2008 GL130 | 5 abr 2008  | Kitt Peak         | Spacewatch           | —         | MPC                           |
| 257134     | 2008 GY132 | 15 abr 2008 | Kitt Peak         | Spacewatch           | —         | MPC                           |
| 257135     | 2008 GM136 | 1 abr 2008  | Kitt Peak         | Spacewatch           | —         | MPC                           |
| 257136     | 2008 GK142 | 4 abr 2008  | Catalina          | CSS                  | —         | MPC                           |
| 257137     | 2008 GL144 | 4 abr 2008  | Socorro           | LINEAR               | —         | MPC                           |
| 257138     | 2008 HM    | 24 abr 2008 | Kitt Peak         | Spacewatch           | —         | MPC                           |
| 257139     | 2008 HB3   | 26 abr 2008 | Bergisch Gladbac  | W. Bickel            | —         | MPC                           |
| 257140     | 2008 HJ4   | 28 abr 2008 | La Sagra          | Mallorca Obs.        | Brangane  | MPC                           |
| 257141     | 2008 HW5   | 24 abr 2008 | Kitt Peak         | Spacewatch           | —         | MPC                           |
| 257142     | 2008 HA6   | 24 abr 2008 | Kitt Peak         | Spacewatch           | —         | MPC                           |
| 257143     | 2008 HP6   | 24 abr 2008 | Kitt Peak         | Spacewatch           | —         | MPC                           |
| 257144     | 2008 HP9   | 24 abr 2008 | Mount Lemmon      | Mount Lemmon Survey  | —         | MPC                           |
| 257145     | 2008 HW9   | 24 abr 2008 | Mount Lemmon      | Mount Lemmon Survey  | —         | MPC                           |
| 257146     | 2008 HA13  | 25 abr 2008 | Kitt Peak         | Spacewatch           | —         | MPC                           |
| 257147     | 2008 HP13  | 25 abr 2008 | Kitt Peak         | Spacewatch           | —         | MPC                           |
| 257148     | 2008 HL15  | 25 abr 2008 | Kitt Peak         | Spacewatch           | —         | MPC                           |
| 257149     | 2008 HW16  | 25 abr 2008 | Kitt Peak         | Spacewatch           | Brangane  | MPC                           |
| 257150     | 2008 HF17  | 25 abr 2008 | Kitt Peak         | Spacewatch           | —         | MPC                           |
| 257151     | 2008 HO18  | 26 abr 2008 | Mount Lemmon      | Mount Lemmon Survey  | —         | MPC                           |
| 257152     | 2008 HD21  | 26 abr 2008 | Kitt Peak         | Spacewatch           | —         | MPC                           |
| 257153     | 2008 HQ27  | 27 abr 2008 | Mount Lemmon      | Mount Lemmon Survey  | —         | MPC                           |
| 257154     | 2008 HM33  | 25 abr 2008 | Kitt Peak         | Spacewatch           | —         | MPC                           |
| 257155     | 2008 HD37  | 30 abr 2008 | Mount Lemmon      | Mount Lemmon Survey  | —         | MPC                           |
| 257156     | 2008 HO37  | 29 abr 2008 | Vicques           | M. Ory               | —         | MPC                           |
| 257157     | 2008 HL38  | 25 abr 2008 | Mount Lemmon      | Mount Lemmon Survey  | —         | MPC                           |
| 257158     | 2008 HN39  | 26 abr 2008 | Mount Lemmon      | Mount Lemmon Survey  | —         | MPC                           |
| 257159     | 2008 HB43  | 27 abr 2008 | Mount Lemmon      | Mount Lemmon Survey  | —         | MPC                           |
| 257160     | 2008 HR43  | 27 abr 2008 | Mount Lemmon      | Mount Lemmon Survey  | Eos       | MPC                           |
| 257161     | 2008 HO54  | 29 abr 2008 | Kitt Peak         | Spacewatch           | Brangane  | MPC                           |
| 257162     | 2008 HU56  | 30 abr 2008 | Kitt Peak         | Spacewatch           | —         | MPC                           |
| 257163     | 2008 HK58  | 30 abr 2008 | Mount Lemmon      | Mount Lemmon Survey  | —         | MPC                           |
| 257164     | 2008 HO58  | 30 abr 2008 | Mount Lemmon      | Mount Lemmon Survey  | —         | MPC                           |
| 257165     | 2008 HR60  | 29 abr 2008 | Mount Lemmon      | Mount Lemmon Survey  | Brangane  | MPC                           |
| 257166     | 2008 HQ66  | 29 abr 2008 | Catalina          | CSS                  | —         | MPC                           |
| 257167     | 2008 HS66  | 30 abr 2008 | Catalina          | CSS                  | —         | MPC                           |
| 257168     | 2008 HA69  | 24 abr 2008 | Mount Lemmon      | Mount Lemmon Survey  | —         | MPC                           |
| 257169     | 2008 HN69  | 29 abr 2008 | Mount Lemmon      | Mount Lemmon Survey  | —         | MPC                           |
| 257170     | 2008 JD1   | 1 mai 2008  | Mount Lemmon      | Mount Lemmon Survey  | —         | MPC                           |
| 257171     | 2008 JS1   | 2 mai 2008  | Mount Lemmon      | Mount Lemmon Survey  | —         | MPC                           |
| 257172     | 2008 JF2   | 2 mai 2008  | Kitt Peak         | Spacewatch           | Phocaea   | MPC                           |
| 257173     | 2008 JF13  | 3 mai 2008  | Kitt Peak         | Spacewatch           | —         | MPC                           |
| 257174     | 2008 JX18  | 6 mai 2008  | Kitt Peak         | Spacewatch           | Phocaea   | MPC                           |
| 257175     | 2008 JO23  | 7 mai 2008  | Kitt Peak         | Spacewatch           | —         | MPC                           |
| 257176     | 2008 JZ27  | 8 mai 2008  | Kitt Peak         | Spacewatch           | —         | MPC                           |
| 257177     | 2008 JO28  | 8 mai 2008  | Kitt Peak         | Spacewatch           | —         | MPC                           |
| 257178     | 2008 JE29  | 11 mai 2008 | Catalina          | CSS                  | —         | MPC                           |
| 257179     | 2008 JA30  | 11 mai 2008 | Kitt Peak         | Spacewatch           | Brangane  | MPC                           |
| 257180     | 2008 JF31  | 5 mai 2008  | Mount Lemmon      | Mount Lemmon Survey  | —         | MPC                           |
| 257181     | 2008 JO32  | 7 mai 2008  | Kitt Peak         | Spacewatch           | —         | MPC                           |
| 257182     | 2008 JZ34  | 7 mai 2008  | Siding Spring     | SSS                  | —         | MPC                           |
| 257183     | 2008 JP39  | 7 mai 2008  | Kitt Peak         | Spacewatch           | Brangane  | MPC                           |
| 257184     | 2008 KJ    | 26 mai 2008 | Kitt Peak         | Spacewatch           | —         | MPC                           |
| 257185     | 2008 KE1   | 26 mai 2008 | Kitt Peak         | Spacewatch           | —         | MPC                           |
| 257186     | 2008 KZ7   | 27 mai 2008 | Kitt Peak         | Spacewatch           | —         | MPC                           |
| 257187     | 2008 KD10  | 27 mai 2008 | Mount Lemmon      | Mount Lemmon Survey  | —         | MPC                           |
| 257188     | 2008 KE11  | 29 mai 2008 | Kitt Peak         | Spacewatch           | —         | MPC                           |
| 257189     | 2008 KU11  | 28 mai 2008 | Calvin-Rehoboth   | Calvin–Rehoboth Obs. | Brangane  | MPC                           |
| 257190     | 2008 KD35  | 27 mai 2008 | Kitt Peak         | Spacewatch           | —         | MPC                           |
| 257191     | 2008 LE7   | 3 jun 2008  | Kitt Peak         | Spacewatch           | —         | MPC                           |
| 257192     | 2008 MG    | 22 jun 2008 | Kitt Peak         | Spacewatch           | Ursula    | MPC                           |
| 257193     | 2008 PK19  | 7 ago 2008  | Kitt Peak         | Spacewatch           | Vesta     | MPC                           |
| 257194     | 2008 PZ21  | 3 ago 2008  | Socorro           | LINEAR               | Flora     | MPC                           |
| 257195     | 2008 QY41  | 29 ago 2008 | Pises             | Pises Obs.           | Vesta     | MPC                           |
| 257196     | 2008 RE3   | 2 set 2008  | Kitt Peak         | Spacewatch           | Vesta     | MPC                           |
| 257197     | 2008 RG33  | 2 set 2008  | Kitt Peak         | Spacewatch           | Vesta     | MPC                           |
| 257198     | 2008 RE54  | 3 set 2008  | Kitt Peak         | Spacewatch           | Vesta     | MPC                           |
| 257199     | 2008 RW58  | 3 set 2008  | Kitt Peak         | Spacewatch           | Vesta     | MPC                           |
| 257200     | 2008 RJ65  | 4 set 2008  | Kitt Peak         | Spacewatch           | Vesta     | MPC                           |

## 257201–257300
| Designação           | Designação | Descoberta  | Descoberta        | Descobridor(es)     | Categoria | Mais informações / Referência |
| Permanente           | Provisória | Data        | Local             | Descobridor(es)     | Categoria | Mais informações / Referência |
| -------------------- | ---------- | ----------- | ----------------- | ------------------- | --------- | ----------------------------- |
| 257201               | 2008 RT66  | 4 set 2008  | Kitt Peak         | Spacewatch          | Vesta     | MPC                           |
| 257202               | 2008 RU122 | 5 set 2008  | Kitt Peak         | Spacewatch          | Vesta     | MPC                           |
| 257203               | 2008 RW122 | 5 set 2008  | Kitt Peak         | Spacewatch          | Vesta     | MPC                           |
| 257204               | 2008 SQ220 | 25 set 2008 | Kitt Peak         | Spacewatch          | Vesta     | MPC                           |
| 257205               | 2008 TT64  | 2 out 2008  | Mount Lemmon      | Mount Lemmon Survey | Vesta     | MPC                           |
| 257206               | 2008 UA    | 18 out 2008 | Sandlot           | G. Hug              | Vesta     | MPC                           |
| 257207               | 2008 UL123 | 22 out 2008 | Kitt Peak         | Spacewatch          | —         | MPC                           |
| 257208               | 2008 WB38  | 17 nov 2008 | Kitt Peak         | Spacewatch          | —         | MPC                           |
| 257209               | 2008 WW91  | 26 nov 2008 | La Sagra          | Mallorca Obs.       | Juno      | MPC                           |
| 257210               | 2008 XO22  | 2 dez 2008  | Mount Lemmon      | Mount Lemmon Survey | —         | MPC                           |
| 257211               | 2008 YY4   | 21 dez 2008 | Piszkéstető       | K. Sárneczky        | —         | MPC                           |
| 257212               | 2008 YB5   | 22 dez 2008 | Piszkéstető       | K. Sárneczky        | —         | MPC                           |
| 257213               | 2008 YM79  | 30 dez 2008 | Mount Lemmon      | Mount Lemmon Survey | —         | MPC                           |
| 257214               | 2009 AF14  | 2 jan 2009  | Mount Lemmon      | Mount Lemmon Survey | Brangane  | MPC                           |
| 257215               | 2009 AT22  | 3 jan 2009  | Kitt Peak         | Spacewatch          | —         | MPC                           |
| 257216               | 2009 AY43  | 2 jan 2009  | Kitt Peak         | Spacewatch          | —         | MPC                           |
| 257217               | 2009 AL48  | 2 jan 2009  | Catalina          | CSS                 | —         | MPC                           |
| 257218               | 2009 BK112 | 30 jan 2009 | Mount Lemmon      | Mount Lemmon Survey | —         | MPC                           |
| 257219               | 2009 BM178 | 20 jan 2009 | Mount Lemmon      | Mount Lemmon Survey | —         | MPC                           |
| 257220               | 2009 BB179 | 30 jan 2009 | Mount Lemmon      | Mount Lemmon Survey | —         | MPC                           |
| 257221               | 2009 CX26  | 1 fev 2009  | Kitt Peak         | Spacewatch          | —         | MPC                           |
| 257222               | 2009 CG58  | 3 fev 2009  | Kitt Peak         | Spacewatch          | —         | MPC                           |
| 257223               | 2009 CB62  | 3 fev 2009  | Mount Lemmon      | Mount Lemmon Survey | —         | MPC                           |
| 257224               | 2009 DZ6   | 18 fev 2009 | Siding Spring     | SSS                 | —         | MPC                           |
| 257225               | 2009 DY11  | 18 fev 2009 | Socorro           | LINEAR              | —         | MPC                           |
| 257226               | 2009 DW31  | 20 fev 2009 | Kitt Peak         | Spacewatch          | —         | MPC                           |
| 257227               | 2009 DU35  | 20 fev 2009 | Kitt Peak         | Spacewatch          | —         | MPC                           |
| 257228               | 2009 DP50  | 19 fev 2009 | Kitt Peak         | Spacewatch          | —         | MPC                           |
| 257229               | 2009 DS61  | 22 fev 2009 | Kitt Peak         | Spacewatch          | —         | MPC                           |
| 257230               | 2009 DR64  | 24 fev 2009 | Kitt Peak         | Spacewatch          | Mitidika  | MPC                           |
| 257231               | 2009 DW71  | 20 fev 2009 | Kitt Peak         | Spacewatch          | —         | MPC                           |
| 257232               | 2009 DJ75  | 19 fev 2009 | Catalina          | CSS                 | —         | MPC                           |
| 257233               | 2009 DV91  | 27 fev 2009 | Kitt Peak         | Spacewatch          | —         | MPC                           |
| 257234 Güntherkurtze | 2009 DD112 | 26 fev 2009 | Calar Alto        | F. Hormuth          | —         | MPC                           |
| 257235               | 2009 DO124 | 19 fev 2009 | Kitt Peak         | Spacewatch          | Mitidika  | MPC                           |
| 257236               | 2009 DF125 | 19 fev 2009 | Kitt Peak         | Spacewatch          | —         | MPC                           |
| 257237               | 2009 DU125 | 19 fev 2009 | Kitt Peak         | Spacewatch          | —         | MPC                           |
| 257238               | 2009 DN130 | 26 fev 2009 | Kitt Peak         | Spacewatch          | Mitidika  | MPC                           |
| 257239               | 2009 ET4   | 15 mar 2009 | La Sagra          | Mallorca Obs.       | —         | MPC                           |
| 257240               | 2009 EJ12  | 1 mar 2009  | Kitt Peak         | Spacewatch          | —         | MPC                           |
| 257241               | 2009 EM13  | 15 mar 2009 | Kitt Peak         | Spacewatch          | —         | MPC                           |
| 257242               | 2009 ET14  | 15 mar 2009 | Kitt Peak         | Spacewatch          | —         | MPC                           |
| 257243               | 2009 EU21  | 14 mar 2009 | La Sagra          | Mallorca Obs.       | —         | MPC                           |
| 257244               | 2009 EP26  | 15 mar 2009 | Kitt Peak         | Spacewatch          | —         | MPC                           |
| 257245               | 2009 FW3   | 18 mar 2009 | Dauban            | F. Kugel            | —         | MPC                           |
| 257246               | 2009 FA4   | 18 mar 2009 | La Sagra          | Mallorca Obs.       | —         | MPC                           |
| 257247               | 2009 FS18  | 20 mar 2009 | La Sagra          | Mallorca Obs.       | —         | MPC                           |
| 257248 Chouchiehlun  | 2009 FA19  | 20 mar 2009 | Lulin Observatory | Y.-S. Tsai, T. Chen | Mitidika  | MPC                           |
| 257249               | 2009 FL20  | 17 mar 2009 | Bergisch Gladbac  | W. Bickel           | —         | MPC                           |
| 257250               | 2009 FF22  | 18 mar 2009 | Kitt Peak         | Spacewatch          | —         | MPC                           |
| 257251               | 2009 FG25  | 22 mar 2009 | Vicques           | M. Ory              | —         | MPC                           |
| 257252               | 2009 FK26  | 17 mar 2009 | Kitt Peak         | Spacewatch          | —         | MPC                           |
| 257253               | 2009 FH30  | 27 mar 2009 | La Sagra          | Mallorca Obs.       | —         | MPC                           |
| 257254               | 2009 FC31  | 24 mar 2009 | Socorro           | LINEAR              | —         | MPC                           |
| 257255               | 2009 FB39  | 21 mar 2009 | Kitt Peak         | Spacewatch          | —         | MPC                           |
| 257256               | 2009 FA43  | 29 mar 2009 | Socorro           | LINEAR              | —         | MPC                           |
| 257257               | 2009 FB43  | 29 mar 2009 | Socorro           | LINEAR              | —         | MPC                           |
| 257258               | 2009 FP45  | 19 mar 2009 | Mount Lemmon      | Mount Lemmon Survey | —         | MPC                           |
| 257259               | 2009 FU45  | 27 mar 2009 | La Sagra          | Mallorca Obs.       | —         | MPC                           |
| 257260               | 2009 FK46  | 27 mar 2009 | Kitt Peak         | Spacewatch          | —         | MPC                           |
| 257261 Ovechkin      | 2009 FS47  | 31 mar 2009 | Tzec Maun         | L. Elenin           | —         | MPC                           |
| 257262               | 2009 FC49  | 26 mar 2009 | Mount Lemmon      | Mount Lemmon Survey | —         | MPC                           |
| 257263               | 2009 FF58  | 21 mar 2009 | Kitt Peak         | Spacewatch          | —         | MPC                           |
| 257264               | 2009 FG58  | 21 mar 2009 | Kitt Peak         | Spacewatch          | —         | MPC                           |
| 257265               | 2009 FY58  | 21 mar 2009 | Mount Lemmon      | Mount Lemmon Survey | —         | MPC                           |
| 257266               | 2009 FZ74  | 28 mar 2009 | Siding Spring     | SSS                 | —         | MPC                           |
| 257267               | 2009 FY75  | 24 mar 2009 | Kitt Peak         | Spacewatch          | —         | MPC                           |
| 257268               | 2009 FC76  | 24 mar 2009 | Kitt Peak         | Spacewatch          | —         | MPC                           |
| 257269               | 2009 FP76  | 29 mar 2009 | Kitt Peak         | Spacewatch          | —         | MPC                           |
| 257270               | 2009 GW2   | 15 abr 2009 | Siding Spring     | SSS                 | Juno      | MPC                           |
| 257271               | 2009 GV5   | 2 abr 2009  | Kitt Peak         | Spacewatch          | —         | MPC                           |
| 257272               | 2009 HH    | 17 abr 2009 | Cordell-Lorenz    | D. T. Durig         | —         | MPC                           |
| 257273               | 2009 HC1   | 16 abr 2009 | Catalina          | CSS                 | —         | MPC                           |
| 257274               | 2009 HF1   | 16 abr 2009 | Catalina          | CSS                 | —         | MPC                           |
| 257275               | 2009 HA2   | 17 abr 2009 | Kitt Peak         | Spacewatch          | —         | MPC                           |
| 257276               | 2009 HG2   | 17 abr 2009 | Catalina          | CSS                 | —         | MPC                           |
| 257277               | 2009 HX4   | 17 abr 2009 | Kitt Peak         | Spacewatch          | —         | MPC                           |
| 257278               | 2009 HJ5   | 17 abr 2009 | Kitt Peak         | Spacewatch          | —         | MPC                           |
| 257279               | 2009 HY7   | 17 abr 2009 | Kitt Peak         | Spacewatch          | —         | MPC                           |
| 257280               | 2009 HE8   | 17 abr 2009 | Kitt Peak         | Spacewatch          | —         | MPC                           |
| 257281               | 2009 HN19  | 19 abr 2009 | Catalina          | CSS                 | —         | MPC                           |
| 257282               | 2009 HT19  | 16 abr 2009 | Catalina          | CSS                 | —         | MPC                           |
| 257283               | 2009 HH20  | 18 abr 2009 | Kitt Peak         | Spacewatch          | —         | MPC                           |
| 257284               | 2009 HK20  | 18 abr 2009 | Kitt Peak         | Spacewatch          | —         | MPC                           |
| 257285               | 2009 HV21  | 16 abr 2009 | Catalina          | CSS                 | —         | MPC                           |
| 257286               | 2009 HU27  | 18 abr 2009 | Kitt Peak         | Spacewatch          | —         | MPC                           |
| 257287               | 2009 HT28  | 18 abr 2009 | Catalina          | CSS                 | —         | MPC                           |
| 257288               | 2009 HJ32  | 19 abr 2009 | Kitt Peak         | Spacewatch          | —         | MPC                           |
| 257289               | 2009 HJ37  | 17 abr 2009 | Catalina          | CSS                 | Phocaea   | MPC                           |
| 257290               | 2009 HS41  | 20 abr 2009 | Kitt Peak         | Spacewatch          | —         | MPC                           |
| 257291               | 2009 HQ42  | 20 abr 2009 | Kitt Peak         | Spacewatch          | —         | MPC                           |
| 257292               | 2009 HK45  | 21 abr 2009 | La Sagra          | Mallorca Obs.       | —         | MPC                           |
| 257293               | 2009 HC50  | 21 abr 2009 | Kitt Peak         | Spacewatch          | —         | MPC                           |
| 257294               | 2009 HQ53  | 20 abr 2009 | Kitt Peak         | Spacewatch          | —         | MPC                           |
| 257295               | 2009 HN55  | 21 abr 2009 | Mount Lemmon      | Mount Lemmon Survey | —         | MPC                           |
| 257296 Jessicaamy    | 2009 HT57  | 20 abr 2009 | Zadko             | M. Todd             | Phocaea   | MPC                           |
| 257297               | 2009 HY58  | 17 abr 2009 | Catalina          | CSS                 | —         | MPC                           |
| 257298               | 2009 HA59  | 18 abr 2009 | Catalina          | CSS                 | —         | MPC                           |
| 257299               | 2009 HB60  | 22 abr 2009 | Mount Lemmon      | Mount Lemmon Survey | Chloris   | MPC                           |
| 257300               | 2009 HE61  | 20 abr 2009 | Mount Lemmon      | Mount Lemmon Survey | Mitidika  | MPC                           |

## 257301–257400
| Designação           | Designação | Descoberta  | Descoberta    | Descobridor(es)           | Categoria | Mais informações / Referência |
| Permanente           | Provisória | Data        | Local         | Descobridor(es)           | Categoria | Mais informações / Referência |
| -------------------- | ---------- | ----------- | ------------- | ------------------------- | --------- | ----------------------------- |
| 257301               | 2009 HT61  | 20 abr 2009 | Mount Lemmon  | Mount Lemmon Survey       | —         | MPC                           |
| 257302               | 2009 HX61  | 20 abr 2009 | Mount Lemmon  | Mount Lemmon Survey       | —         | MPC                           |
| 257303               | 2009 HS65  | 23 abr 2009 | Kitt Peak     | Spacewatch                | —         | MPC                           |
| 257304               | 2009 HT68  | 21 abr 2009 | Mount Lemmon  | Mount Lemmon Survey       | —         | MPC                           |
| 257305               | 2009 HS69  | 22 abr 2009 | Mount Lemmon  | Mount Lemmon Survey       | —         | MPC                           |
| 257306               | 2009 HZ72  | 28 abr 2009 | Catalina      | CSS                       | Eos       | MPC                           |
| 257307               | 2009 HK75  | 28 abr 2009 | Catalina      | CSS                       | —         | MPC                           |
| 257308               | 2009 HM77  | 22 abr 2009 | La Sagra      | Mallorca Obs.             | —         | MPC                           |
| 257309               | 2009 HU83  | 27 abr 2009 | Kitt Peak     | Spacewatch                | —         | MPC                           |
| 257310               | 2009 HU85  | 29 abr 2009 | Kitt Peak     | Spacewatch                | —         | MPC                           |
| 257311               | 2009 HM88  | 30 abr 2009 | La Sagra      | Mallorca Obs.             | —         | MPC                           |
| 257312               | 2009 HT88  | 22 abr 2009 | La Sagra      | Mallorca Obs.             | —         | MPC                           |
| 257313               | 2009 HW88  | 23 abr 2009 | La Sagra      | Mallorca Obs.             | —         | MPC                           |
| 257314               | 2009 HY88  | 24 abr 2009 | Cerro Burek   | Alianza S4 Obs.           | —         | MPC                           |
| 257315               | 2009 HU89  | 29 abr 2009 | Kitt Peak     | Spacewatch                | —         | MPC                           |
| 257316               | 2009 HJ90  | 19 abr 2009 | Mount Lemmon  | Mount Lemmon Survey       | —         | MPC                           |
| 257317               | 2009 HS90  | 20 abr 2009 | Mount Lemmon  | Mount Lemmon Survey       | —         | MPC                           |
| 257318               | 2009 HD92  | 29 abr 2009 | Kitt Peak     | Spacewatch                | —         | MPC                           |
| 257319               | 2009 HN92  | 30 abr 2009 | Kitt Peak     | Spacewatch                | —         | MPC                           |
| 257320               | 2009 HE94  | 26 abr 2009 | Moletai       | K. Černis, J. Zdanavičius | —         | MPC                           |
| 257321               | 2009 HF94  | 21 abr 2009 | Mount Lemmon  | Mount Lemmon Survey       | —         | MPC                           |
| 257322               | 2009 HK97  | 17 abr 2009 | Kitt Peak     | Spacewatch                | —         | MPC                           |
| 257323               | 2009 HC98  | 19 abr 2009 | Kitt Peak     | Spacewatch                | —         | MPC                           |
| 257324               | 2009 HS98  | 28 abr 2009 | Mount Lemmon  | Mount Lemmon Survey       | —         | MPC                           |
| 257325               | 2009 HN99  | 21 abr 2009 | Kitt Peak     | Spacewatch                | —         | MPC                           |
| 257326               | 2009 HA101 | 26 abr 2009 | Kitt Peak     | Spacewatch                | Brangane  | MPC                           |
| 257327               | 2009 HE101 | 22 abr 2009 | Mount Lemmon  | Mount Lemmon Survey       | —         | MPC                           |
| 257328               | 2009 HF101 | 23 abr 2009 | Kitt Peak     | Spacewatch                | —         | MPC                           |
| 257329               | 2009 HK102 | 21 abr 2009 | Kitt Peak     | Spacewatch                | —         | MPC                           |
| 257330               | 2009 HD103 | 17 abr 2009 | Kitt Peak     | Spacewatch                | —         | MPC                           |
| 257331               | 2009 HN103 | 18 abr 2009 | Mount Lemmon  | Mount Lemmon Survey       | —         | MPC                           |
| 257332               | 2009 HD105 | 19 abr 2009 | Kitt Peak     | Spacewatch                | —         | MPC                           |
| 257333               | 2009 HY105 | 16 abr 2009 | Siding Spring | SSS                       | Phocaea   | MPC                           |
| 257334               | 2009 JM    | 2 mai 2009  | La Sagra      | Mallorca Obs.             | —         | MPC                           |
| 257335               | 2009 JZ    | 4 mai 2009  | La Sagra      | Mallorca Obs.             | —         | MPC                           |
| 257336 Noeliasanchez | 2009 JA1   | 4 mai 2009  | La Sagra      | Mallorca Obs.             | —         | MPC                           |
| 257337               | 2009 JG9   | 14 mai 2009 | Kitt Peak     | Spacewatch                | —         | MPC                           |
| 257338               | 2009 JO10  | 14 mai 2009 | Mount Lemmon  | Mount Lemmon Survey       | —         | MPC                           |
| 257339               | 2009 JZ12  | 2 mai 2009  | La Sagra      | Mallorca Obs.             | —         | MPC                           |
| 257340               | 2009 JC13  | 2 mai 2009  | La Sagra      | Mallorca Obs.             | —         | MPC                           |
| 257341               | 2009 JE16  | 1 mai 2009  | Mount Lemmon  | Mount Lemmon Survey       | Ursula    | MPC                           |
| 257342               | 2009 JG16  | 4 mai 2009  | Mount Lemmon  | Mount Lemmon Survey       | —         | MPC                           |
| 257343               | 2009 JA17  | 1 mai 2009  | Mount Lemmon  | Mount Lemmon Survey       | —         | MPC                           |
| 257344               | 2009 JG17  | 15 mai 2009 | Siding Spring | SSS                       | —         | MPC                           |
| 257345               | 2009 KR1   | 17 mai 2009 | La Sagra      | Mallorca Obs.             | —         | MPC                           |
| 257346               | 2009 KA3   | 20 mai 2009 | Mayhill       | A. Lowe                   | —         | MPC                           |
| 257347               | 2009 KC4   | 24 mai 2009 | Catalina      | CSS                       | —         | MPC                           |
| 257348               | 2009 KN7   | 26 mai 2009 | La Sagra      | Mallorca Obs.             | —         | MPC                           |
| 257349               | 2009 KD8   | 28 mai 2009 | La Sagra      | Mallorca Obs.             | —         | MPC                           |
| 257350               | 2009 KF8   | 28 mai 2009 | La Sagra      | Mallorca Obs.             | —         | MPC                           |
| 257351               | 2009 KU14  | 26 mai 2009 | Catalina      | CSS                       | —         | MPC                           |
| 257352               | 2009 KG15  | 26 mai 2009 | Catalina      | CSS                       | —         | MPC                           |
| 257353               | 2009 KL15  | 26 mai 2009 | Catalina      | CSS                       | —         | MPC                           |
| 257354               | 2009 KT18  | 27 mai 2009 | Mount Lemmon  | Mount Lemmon Survey       | —         | MPC                           |
| 257355               | 2009 KT22  | 25 mai 2009 | Mount Lemmon  | Mount Lemmon Survey       | —         | MPC                           |
| 257356               | 2009 KD23  | 27 mai 2009 | Kitt Peak     | Spacewatch                | —         | MPC                           |
| 257357               | 2009 KQ30  | 17 mai 2009 | Kitt Peak     | Spacewatch                | —         | MPC                           |
| 257358               | 2009 LT    | 11 jun 2009 | La Sagra      | Mallorca Obs.             | —         | MPC                           |
| 257359               | 2009 LY4   | 14 jun 2009 | Kitt Peak     | Spacewatch                | —         | MPC                           |
| 257360               | 2009 MA1   | 17 jun 2009 | La Sagra      | Mallorca Obs.             | —         | MPC                           |
| 257361               | 2009 ME7   | 24 jun 2009 | La Sagra      | Mallorca Obs.             | —         | MPC                           |
| 257362               | 2009 MR8   | 27 jun 2009 | La Sagra      | Mallorca Obs.             | —         | MPC                           |
| 257363               | 2009 NC2   | 14 jul 2009 | Kitt Peak     | Spacewatch                | —         | MPC                           |
| 257364               | 2009 OH    | 16 jul 2009 | La Sagra      | Mallorca Obs.             | —         | MPC                           |
| 257365               | 2009 OZ    | 19 jul 2009 | La Sagra      | Mallorca Obs.             | —         | MPC                           |
| 257366               | 2009 OJ4   | 23 jul 2009 | Tiki          | N. Teamo                  | —         | MPC                           |
| 257367               | 2009 OD19  | 28 jul 2009 | Kitt Peak     | Spacewatch                | —         | MPC                           |
| 257368               | 2009 OO21  | 31 jul 2009 | Sandlot       | G. Hug                    | —         | MPC                           |
| 257369               | 2009 OF24  | 27 jul 2009 | Kitt Peak     | Spacewatch                | —         | MPC                           |
| 257370               | 2009 OR24  | 27 jul 2009 | Catalina      | CSS                       | —         | MPC                           |
| 257371 Miguelbello   | 2009 PM4   | 14 ago 2009 | La Sagra      | Mallorca Obs.             | —         | MPC                           |
| 257372               | 2009 PY9   | 15 ago 2009 | Kachina       | Kachina Obs.              | Brangane  | MPC                           |
| 257373               | 2009 PQ20  | 1 ago 2009  | Siding Spring | SSS                       | —         | MPC                           |
| 257374               | 2009 QA13  | 16 ago 2009 | Kitt Peak     | Spacewatch                | —         | MPC                           |
| 257375               | 2009 QZ47  | 28 ago 2009 | La Sagra      | Mallorca Obs.             | Vesta     | MPC                           |
| 257376               | 2009 QW57  | 17 ago 2009 | Kitt Peak     | Spacewatch                | Vesta     | MPC                           |
| 257377               | 2009 RG5   | 14 set 2009 | Needville     | C. Sexton, J. Dellinger   | —         | MPC                           |
| 257378               | 2009 RN9   | 12 set 2009 | Kitt Peak     | Spacewatch                | Juno      | MPC                           |
| 257379               | 2009 RP55  | 15 set 2009 | Kitt Peak     | Spacewatch                | —         | MPC                           |
| 257380               | 2009 SO10  | 16 set 2009 | Kitt Peak     | Spacewatch                | Vesta     | MPC                           |
| 257381               | 2009 SK38  | 16 set 2009 | Kitt Peak     | Spacewatch                | Vesta     | MPC                           |
| 257382               | 2009 SR49  | 17 set 2009 | Kitt Peak     | Spacewatch                | —         | MPC                           |
| 257383               | 2009 SO52  | 17 set 2009 | Kitt Peak     | Spacewatch                | Vesta     | MPC                           |
| 257384               | 2009 SO60  | 17 set 2009 | Kitt Peak     | Spacewatch                | Vesta     | MPC                           |
| 257385               | 2009 ST121 | 18 set 2009 | Kitt Peak     | Spacewatch                | Vesta     | MPC                           |
| 257386               | 2009 SN122 | 18 set 2009 | Kitt Peak     | Spacewatch                | Vesta     | MPC                           |
| 257387               | 2009 SO137 | 18 set 2009 | Kitt Peak     | Spacewatch                | Vesta     | MPC                           |
| 257388               | 2009 SD154 | 20 set 2009 | Kitt Peak     | Spacewatch                | Vesta     | MPC                           |
| 257389               | 2009 SY155 | 20 set 2009 | Kitt Peak     | Spacewatch                | Vesta     | MPC                           |
| 257390               | 2009 SM189 | 22 set 2009 | Kitt Peak     | Spacewatch                | Vesta     | MPC                           |
| 257391               | 2009 SD200 | 22 set 2009 | Kitt Peak     | Spacewatch                | —         | MPC                           |
| 257392               | 2009 ST203 | 22 set 2009 | Kitt Peak     | Spacewatch                | Vesta     | MPC                           |
| 257393               | 2009 SZ211 | 23 set 2009 | Kitt Peak     | Spacewatch                | Vesta     | MPC                           |
| 257394               | 2009 SV215 | 24 set 2009 | Kitt Peak     | Spacewatch                | Vesta     | MPC                           |
| 257395               | 2009 SW216 | 24 set 2009 | Kitt Peak     | Spacewatch                | Vesta     | MPC                           |
| 257396               | 2009 SF220 | 24 set 2009 | Mount Lemmon  | Mount Lemmon Survey       | —         | MPC                           |
| 257397               | 2009 SL229 | 23 set 2009 | Mount Lemmon  | Mount Lemmon Survey       | Vesta     | MPC                           |
| 257398               | 2009 SY246 | 18 set 2009 | Kitt Peak     | Spacewatch                | Vesta     | MPC                           |
| 257399               | 2009 SX253 | 25 set 2009 | Kitt Peak     | Spacewatch                | Vesta     | MPC                           |
| 257400               | 2009 SK264 | 23 set 2009 | Mount Lemmon  | Mount Lemmon Survey       | Vesta     | MPC                           |

## 257401–257500
| Designação             | Designação | Descoberta  | Descoberta      | Descobridor(es)     | Categoria | Mais informações / Referência |
| Permanente             | Provisória | Data        | Local           | Descobridor(es)     | Categoria | Mais informações / Referência |
| ---------------------- | ---------- | ----------- | --------------- | ------------------- | --------- | ----------------------------- |
| 257401                 | 2009 SM264 | 23 set 2009 | Mount Lemmon    | Mount Lemmon Survey | Vesta     | MPC                           |
| 257402                 | 2009 SG297 | 28 set 2009 | Catalina        | CSS                 | Vesta     | MPC                           |
| 257403                 | 2009 SO299 | 29 set 2009 | Mount Lemmon    | Mount Lemmon Survey | —         | MPC                           |
| 257404                 | 2009 SF315 | 19 set 2009 | Kitt Peak       | Spacewatch          | Vesta     | MPC                           |
| 257405                 | 2009 SG330 | 18 set 2009 | Catalina        | CSS                 | Vesta     | MPC                           |
| 257406                 | 2009 ST334 | 26 set 2009 | Kitt Peak       | Spacewatch          | Vesta     | MPC                           |
| 257407                 | 2009 SO356 | 17 set 2009 | Kitt Peak       | Spacewatch          | Vesta     | MPC                           |
| 257408                 | 2009 SH358 | 16 set 2009 | Catalina        | CSS                 | —         | MPC                           |
| 257409                 | 2009 SB360 | 27 set 2009 | Socorro         | LINEAR              | Vesta     | MPC                           |
| 257410                 | 2009 TP15  | 1 out 2009  | Mount Lemmon    | Mount Lemmon Survey | —         | MPC                           |
| 257411                 | 2009 TM18  | 9 out 2009  | Catalina        | CSS                 | Vesta     | MPC                           |
| 257412                 | 2009 UY2   | 16 out 2009 | Socorro         | LINEAR              | Vesta     | MPC                           |
| 257413                 | 2009 UB61  | 17 out 2009 | Mount Lemmon    | Mount Lemmon Survey | Vesta     | MPC                           |
| 257414                 | 2009 UE71  | 22 out 2009 | Mount Lemmon    | Mount Lemmon Survey | —         | MPC                           |
| 257415                 | 2009 UP118 | 23 out 2009 | Mount Lemmon    | Mount Lemmon Survey | Vesta     | MPC                           |
| 257416                 | 2009 UV147 | 16 out 2009 | Mount Lemmon    | Mount Lemmon Survey | Vesta     | MPC                           |
| 257417                 | 2009 WT    | 16 nov 2009 | Calvin-Rehoboth | L. A. Molnar        | —         | MPC                           |
| 257418                 | 2009 WD2   | 16 nov 2009 | Mount Lemmon    | Mount Lemmon Survey | Vesta     | MPC                           |
| 257419                 | 2009 YE19  | 26 dez 2009 | Kitt Peak       | Spacewatch          | Eos       | MPC                           |
| 257420                 | 2009 YT24  | 18 dez 2009 | Mount Lemmon    | Mount Lemmon Survey | Brangane  | MPC                           |
| 257421                 | 2010 BR11  | 16 jan 2010 | WISE            | WISE                | —         | MPC                           |
| 257422                 | 2010 FR47  | 22 mar 2010 | ESA OGS         | ESA OGS             | —         | MPC                           |
| 257423                 | 2010 FM48  | 22 mar 2010 | ESA OGS         | ESA OGS             | Mitidika  | MPC                           |
| 257424                 | 2010 HX90  | 29 abr 2010 | WISE            | WISE                | —         | MPC                           |
| 257425                 | 2010 JD24  | 4 mai 2010  | WISE            | WISE                | —         | MPC                           |
| 257426                 | 2010 KB99  | 28 mai 2010 | WISE            | WISE                | —         | MPC                           |
| 257427                 | 2010 KX104 | 29 mai 2010 | WISE            | WISE                | —         | MPC                           |
| 257428                 | 2010 LH38  | 6 jun 2010  | WISE            | WISE                | —         | MPC                           |
| 257429                 | 2010 LA46  | 8 jun 2010  | WISE            | WISE                | —         | MPC                           |
| 257430                 | 2010 LC95  | 12 jun 2010 | WISE            | WISE                | —         | MPC                           |
| 257431                 | 2010 LT131 | 15 jun 2010 | WISE            | WISE                | —         | MPC                           |
| 257432                 | 2010 MX112 | 18 jun 2010 | Mount Lemmon    | Mount Lemmon Survey | —         | MPC                           |
| 257433                 | 2010 NX5   | 5 jul 2010  | Kitt Peak       | Spacewatch          | —         | MPC                           |
| 257434                 | 2010 ND6   | 5 jul 2010  | Mount Lemmon    | Mount Lemmon Survey | —         | MPC                           |
| 257435                 | 2010 NG35  | 8 jul 2010  | WISE            | WISE                | —         | MPC                           |
| 257436                 | 2010 NO42  | 9 jul 2010  | WISE            | WISE                | —         | MPC                           |
| 257437                 | 2010 NW68  | 14 jul 2010 | WISE            | WISE                | —         | MPC                           |
| 257438                 | 2010 OH98  | 28 jul 2010 | WISE            | WISE                | —         | MPC                           |
| 257439 Peppeprosperini | 2010 PL23  | 9 ago 2010  | Frasso Sabino   | Frasso Sabino Obs.  | —         | MPC                           |
| 257440                 | 2010 PF65  | 10 ago 2010 | Kitt Peak       | Spacewatch          | —         | MPC                           |
| 257441                 | 2010 QZ3   | 19 ago 2010 | Purple Mountain | PMO NEO             | —         | MPC                           |
| 257442                 | 2010 RH71  | 9 set 2010  | La Sagra        | Mallorca Obs.       | —         | MPC                           |
| 257443                 | 2641 P-L   | 24 set 1960 | Palomar         | PLS                 | —         | MPC                           |
| 257444                 | 4188 P-L   | 24 set 1960 | Palomar         | PLS                 | Phocaea   | MPC                           |
| 257445                 | 6010 P-L   | 24 set 1960 | Palomar         | PLS                 | —         | MPC                           |
| 257446                 | 6251 P-L   | 24 set 1960 | Palomar         | PLS                 | —         | MPC                           |
| 257447                 | 1037 T-2   | 29 set 1973 | Palomar         | PLS                 | —         | MPC                           |
| 257448                 | 2236 T-2   | 29 set 1973 | Palomar         | PLS                 | —         | MPC                           |
| 257449                 | 4219 T-2   | 29 set 1973 | Palomar         | PLS                 | —         | MPC                           |
| 257450                 | 2005 T-3   | 16 out 1977 | Palomar         | PLS                 | —         | MPC                           |
| 257451                 | 2138 T-3   | 16 out 1977 | Palomar         | PLS                 | —         | MPC                           |
| 257452                 | 2408 T-3   | 16 out 1977 | Palomar         | PLS                 | —         | MPC                           |
| 257453                 | 4003 T-3   | 16 out 1977 | Palomar         | PLS                 | Ursula    | MPC                           |
| 257454                 | 4154 T-3   | 16 out 1977 | Palomar         | PLS                 | —         | MPC                           |
| 257455                 | 4311 T-3   | 16 out 1977 | Palomar         | PLS                 | —         | MPC                           |
| 257456                 | 1981 DA3   | 28 fev 1981 | Siding Spring   | S. J. Bus           | —         | MPC                           |
| 257457                 | 1981 EG33  | 1 mar 1981  | Siding Spring   | S. J. Bus           | —         | MPC                           |
| 257458                 | 1981 EV36  | 7 mar 1981  | Siding Spring   | S. J. Bus           | —         | MPC                           |
| 257459                 | 1981 EA37  | 7 mar 1981  | Siding Spring   | S. J. Bus           | —         | MPC                           |
| 257460                 | 1981 ES37  | 1 mar 1981  | Siding Spring   | S. J. Bus           | —         | MPC                           |
| 257461                 | 1990 UT2   | 18 out 1990 | Kitt Peak       | Spacewatch          | —         | MPC                           |
| 257462                 | 1992 UE7   | 18 out 1992 | Kitt Peak       | Spacewatch          | —         | MPC                           |
| 257463                 | 1992 WW6   | 19 nov 1992 | Kitt Peak       | Spacewatch          | —         | MPC                           |
| 257464                 | 1993 FC26  | 21 mar 1993 | La Silla        | UESAC               | —         | MPC                           |
| 257465                 | 1993 OE6   | 20 jul 1993 | La Silla        | E. W. Elst          | —         | MPC                           |
| 257466                 | 1993 TX5   | 9 out 1993  | Kitt Peak       | Spacewatch          | —         | MPC                           |
| 257467                 | 1993 TU41  | 9 out 1993  | La Silla        | E. W. Elst          | —         | MPC                           |
| 257468                 | 1994 CU3   | 10 fev 1994 | Kitt Peak       | Spacewatch          | —         | MPC                           |
| 257469                 | 1994 CG7   | 15 fev 1994 | Kitt Peak       | Spacewatch          | —         | MPC                           |
| 257470                 | 1994 RE8   | 12 set 1994 | Kitt Peak       | Spacewatch          | —         | MPC                           |
| 257471                 | 1994 SA    | 27 set 1994 | Kitt Peak       | Spacewatch          | —         | MPC                           |
| 257472                 | 1994 SX2   | 28 set 1994 | Kitt Peak       | Spacewatch          | —         | MPC                           |
| 257473                 | 1994 SC4   | 28 set 1994 | Kitt Peak       | Spacewatch          | —         | MPC                           |
| 257474                 | 1994 WF8   | 28 nov 1994 | Kitt Peak       | Spacewatch          | —         | MPC                           |
| 257475                 | 1995 DP5   | 22 fev 1995 | Kitt Peak       | Spacewatch          | Ursula    | MPC                           |
| 257476                 | 1995 FE3   | 23 mar 1995 | Kitt Peak       | Spacewatch          | —         | MPC                           |
| 257477                 | 1995 FG3   | 23 mar 1995 | Kitt Peak       | Spacewatch          | —         | MPC                           |
| 257478                 | 1995 HJ3   | 26 abr 1995 | Kitt Peak       | Spacewatch          | —         | MPC                           |
| 257479                 | 1995 MD6   | 24 jun 1995 | Kitt Peak       | Spacewatch          | —         | MPC                           |
| 257480                 | 1995 NR    | 1 jul 1995  | Kitt Peak       | Spacewatch          | —         | MPC                           |
| 257481                 | 1995 OX3   | 22 jul 1995 | Kitt Peak       | Spacewatch          | —         | MPC                           |
| 257482                 | 1995 OW10  | 27 jul 1995 | Kitt Peak       | Spacewatch          | —         | MPC                           |
| 257483                 | 1995 OD11  | 27 jul 1995 | Kitt Peak       | Spacewatch          | —         | MPC                           |
| 257484                 | 1995 QW13  | 25 ago 1995 | Kitt Peak       | Spacewatch          | —         | MPC                           |
| 257485                 | 1995 SD23  | 19 set 1995 | Kitt Peak       | Spacewatch          | —         | MPC                           |
| 257486                 | 1995 SC24  | 19 set 1995 | Kitt Peak       | Spacewatch          | Vesta     | MPC                           |
| 257487                 | 1995 SQ24  | 19 set 1995 | Kitt Peak       | Spacewatch          | —         | MPC                           |
| 257488                 | 1995 SD27  | 19 set 1995 | Kitt Peak       | Spacewatch          | Mitidika  | MPC                           |
| 257489                 | 1995 UY12  | 17 out 1995 | Kitt Peak       | Spacewatch          | —         | MPC                           |
| 257490                 | 1995 UT17  | 18 out 1995 | Kitt Peak       | Spacewatch          | —         | MPC                           |
| 257491                 | 1995 UK38  | 22 out 1995 | Kitt Peak       | Spacewatch          | Mitidika  | MPC                           |
| 257492                 | 1995 UM54  | 17 out 1995 | Kitt Peak       | Spacewatch          | —         | MPC                           |
| 257493                 | 1995 UY58  | 18 out 1995 | Kitt Peak       | Spacewatch          | —         | MPC                           |
| 257494                 | 1995 UB66  | 17 out 1995 | Kitt Peak       | Spacewatch          | Mitidika  | MPC                           |
| 257495                 | 1995 UE67  | 18 out 1995 | Kitt Peak       | Spacewatch          | Vesta     | MPC                           |
| 257496                 | 1995 VQ9   | 15 nov 1995 | Kitt Peak       | Spacewatch          | Mitidika  | MPC                           |
| 257497                 | 1995 VL13  | 15 nov 1995 | Kitt Peak       | Spacewatch          | —         | MPC                           |
| 257498                 | 1995 WO14  | 17 nov 1995 | Kitt Peak       | Spacewatch          | —         | MPC                           |
| 257499                 | 1995 WX22  | 18 nov 1995 | Kitt Peak       | Spacewatch          | Mitidika  | MPC                           |
| 257500                 | 1995 WL29  | 19 nov 1995 | Kitt Peak       | Spacewatch          | —         | MPC                           |

## 257501–257600
| Designação       | Designação | Descoberta  | Descoberta       | Descobridor(es)          | Categoria | Mais informações / Referência |
| Permanente       | Provisória | Data        | Local            | Descobridor(es)          | Categoria | Mais informações / Referência |
| ---------------- | ---------- | ----------- | ---------------- | ------------------------ | --------- | ----------------------------- |
| 257501           | 1995 YS5   | 16 dez 1995 | Kitt Peak        | Spacewatch               | —         | MPC                           |
| 257502           | 1996 AQ10  | 13 jan 1996 | Kitt Peak        | Spacewatch               | —         | MPC                           |
| 257503           | 1996 BQ11  | 24 jan 1996 | Kitt Peak        | Spacewatch               | —         | MPC                           |
| 257504           | 1996 GZ5   | 11 abr 1996 | Kitt Peak        | Spacewatch               | —         | MPC                           |
| 257505           | 1996 RH33  | 15 set 1996 | La Silla         | UDTS                     | Vesta     | MPC                           |
| 257506           | 1996 SN7   | 23 set 1996 | Prescott         | P. G. Comba              | —         | MPC                           |
| 257507           | 1996 TG35  | 11 out 1996 | Kitt Peak        | Spacewatch               | —         | MPC                           |
| 257508           | 1996 VJ16  | 5 nov 1996  | Kitt Peak        | Spacewatch               | —         | MPC                           |
| 257509           | 1996 VC18  | 6 nov 1996  | Kitt Peak        | Spacewatch               | —         | MPC                           |
| 257510           | 1996 VD33  | 5 nov 1996  | Kitt Peak        | Spacewatch               | —         | MPC                           |
| 257511           | 1996 XY35  | 12 dez 1996 | Kitt Peak        | Spacewatch               | —         | MPC                           |
| 257512           | 1997 AS14  | 12 jan 1997 | Haleakala        | NEAT                     | —         | MPC                           |
| 257513           | 1997 AJ24  | 15 jan 1997 | Campo Imperatore | A. Boattini, A. Di Paola | Mitidika  | MPC                           |
| 257514           | 1997 CL4   | 3 fev 1997  | Modra            | A. Galád, A. Pravda      | —         | MPC                           |
| 257515 Zapperudi | 1997 CD6   | 6 fev 1997  | Linz             | Linz Obs.                | —         | MPC                           |
| 257516           | 1997 CO25  | 13 fev 1997 | Kitt Peak        | Spacewatch               | —         | MPC                           |
| 257517           | 1997 EZ42  | 10 mar 1997 | Socorro          | LINEAR                   | —         | MPC                           |
| 257518           | 1997 GL25  | 8 abr 1997  | Kitt Peak        | Spacewatch               | —         | MPC                           |
| 257519           | 1997 KV3   | 29 mai 1997 | Kitt Peak        | Spacewatch               | —         | MPC                           |
| 257520           | 1997 ML    | 26 jun 1997 | Kitt Peak        | Spacewatch               | —         | MPC                           |
| 257521           | 1997 MX5   | 26 jun 1997 | Kitt Peak        | Spacewatch               | —         | MPC                           |
| 257522           | 1997 RH9   | 11 set 1997 | Modra            | P. Kolény, L. Kornoš     | —         | MPC                           |
| 257523           | 1997 SH11  | 30 set 1997 | Prescott         | P. G. Comba              | —         | MPC                           |
| 257524           | 1997 SC13  | 28 set 1997 | Kitt Peak        | Spacewatch               | —         | MPC                           |
| 257525           | 1997 SJ14  | 28 set 1997 | Kitt Peak        | Spacewatch               | —         | MPC                           |
| 257526           | 1997 SM27  | 30 set 1997 | Kitt Peak        | Spacewatch               | —         | MPC                           |
| 257527           | 1997 TY23  | 11 out 1997 | Kitt Peak        | Spacewatch               | —         | MPC                           |
| 257528           | 1997 UY22  | 25 out 1997 | Anderson Mesa    | B. A. Skiff              | —         | MPC                           |
| 257529           | 1997 WA14  | 22 nov 1997 | Kitt Peak        | Spacewatch               | —         | MPC                           |
| 257530           | 1997 YO17  | 31 dez 1997 | Kitt Peak        | Spacewatch               | —         | MPC                           |
| 257531           | 1998 BL18  | 23 jan 1998 | Kitt Peak        | Spacewatch               | —         | MPC                           |
| 257532           | 1998 BN18  | 23 jan 1998 | Kitt Peak        | Spacewatch               | —         | MPC                           |
| 257533 Iquique   | 1998 CN4   | 6 fev 1998  | La Silla         | E. W. Elst               | Juno      | MPC                           |
| 257534           | 1998 DL12  | 23 fev 1998 | Kitt Peak        | Spacewatch               | —         | MPC                           |
| 257535           | 1998 DG13  | 23 fev 1998 | Haleakalā        | NEAT                     | —         | MPC                           |
| 257536           | 1998 EU3   | 2 mar 1998  | Oizumi           | T. Kobayashi             | —         | MPC                           |
| 257537           | 1998 FH38  | 20 mar 1998 | Socorro          | LINEAR                   | —         | MPC                           |
| 257538           | 1998 FO148 | 20 mar 1998 | Kitt Peak        | Spacewatch               | —         | MPC                           |
| 257539           | 1998 HP    | 17 abr 1998 | Kitt Peak        | Spacewatch               | —         | MPC                           |
| 257540           | 1998 HV26  | 21 abr 1998 | Kitt Peak        | Spacewatch               | —         | MPC                           |
| 257541           | 1998 HQ56  | 21 abr 1998 | Socorro          | LINEAR                   | —         | MPC                           |
| 257542           | 1998 MW1   | 20 jun 1998 | Kitt Peak        | Spacewatch               | —         | MPC                           |
| 257543           | 1998 MS16  | 27 jun 1998 | Kitt Peak        | Spacewatch               | —         | MPC                           |
| 257544           | 1998 QU4   | 22 ago 1998 | Xinglong         | SCAP                     | —         | MPC                           |
| 257545           | 1998 RS12  | 14 set 1998 | Kitt Peak        | Spacewatch               | —         | MPC                           |
| 257546           | 1998 RH21  | 15 set 1998 | Kitt Peak        | Spacewatch               | —         | MPC                           |
| 257547           | 1998 SO19  | 20 set 1998 | Kitt Peak        | Spacewatch               | —         | MPC                           |
| 257548           | 1998 SV40  | 25 set 1998 | Kitt Peak        | Spacewatch               | —         | MPC                           |
| 257549           | 1998 SX40  | 25 set 1998 | Kitt Peak        | Spacewatch               | Pallas    | MPC                           |
| 257550           | 1998 SV43  | 26 set 1998 | Xinglong         | SCAP                     | —         | MPC                           |
| 257551           | 1998 SB48  | 26 set 1998 | Kitt Peak        | Spacewatch               | —         | MPC                           |
| 257552           | 1998 SY50  | 26 set 1998 | Kitt Peak        | Spacewatch               | —         | MPC                           |
| 257553           | 1998 SF69  | 19 set 1998 | Socorro          | LINEAR                   | —         | MPC                           |
| 257554           | 1998 SO81  | 26 set 1998 | Socorro          | LINEAR                   | —         | MPC                           |
| 257555           | 1998 SM104 | 26 set 1998 | Socorro          | LINEAR                   | —         | MPC                           |
| 257556           | 1998 SF174 | 19 set 1998 | Apache Point     | SDSS                     | —         | MPC                           |
| 257557           | 1998 TO8   | 12 out 1998 | Kitt Peak        | Spacewatch               | —         | MPC                           |
| 257558           | 1998 TM16  | 12 out 1998 | Caussols         | ODAS                     | —         | MPC                           |
| 257559           | 1998 TL19  | 15 out 1998 | Xinglong         | SCAP                     | —         | MPC                           |
| 257560           | 1998 TP25  | 14 out 1998 | Kitt Peak        | Spacewatch               | —         | MPC                           |
| 257561           | 1998 TS25  | 14 out 1998 | Kitt Peak        | Spacewatch               | Vesta     | MPC                           |
| 257562           | 1998 TT35  | 15 out 1998 | Kitt Peak        | Spacewatch               | —         | MPC                           |
| 257563           | 1998 UA2   | 19 out 1998 | Caussols         | ODAS                     | —         | MPC                           |
| 257564           | 1998 UJ34  | 28 out 1998 | Socorro          | LINEAR                   | —         | MPC                           |
| 257565           | 1998 UH49  | 18 out 1998 | Anderson Mesa    | LONEOS                   | —         | MPC                           |
| 257566           | 1998 WP37  | 21 nov 1998 | Kitt Peak        | Spacewatch               | Vesta     | MPC                           |
| 257567           | 1998 XU6   | 8 dez 1998  | Kitt Peak        | Spacewatch               | —         | MPC                           |
| 257568           | 1998 YP13  | 19 dez 1998 | Kitt Peak        | Spacewatch               | —         | MPC                           |
| 257569           | 1998 YU15  | 22 dez 1998 | Kitt Peak        | Spacewatch               | —         | MPC                           |
| 257570           | 1998 YT16  | 22 dez 1998 | Kitt Peak        | Spacewatch               | —         | MPC                           |
| 257571           | 1998 YW20  | 26 dez 1998 | Kitt Peak        | Spacewatch               | —         | MPC                           |
| 257572           | 1999 CP1   | 7 fev 1999  | Oizumi           | T. Kobayashi             | —         | MPC                           |
| 257573           | 1999 CH4   | 10 fev 1999 | Woomera          | F. B. Zoltowski          | —         | MPC                           |
| 257574           | 1999 CP10  | 12 fev 1999 | Socorro          | LINEAR                   | —         | MPC                           |
| 257575           | 1999 CR69  | 12 fev 1999 | Socorro          | LINEAR                   | —         | MPC                           |
| 257576           | 1999 CN82  | 10 fev 1999 | Socorro          | LINEAR                   | Phocaea   | MPC                           |
| 257577           | 1999 CE92  | 10 fev 1999 | Socorro          | LINEAR                   | —         | MPC                           |
| 257578           | 1999 CS108 | 12 fev 1999 | Socorro          | LINEAR                   | —         | MPC                           |
| 257579           | 1999 CZ156 | 8 fev 1999  | Kitt Peak        | Spacewatch               | Eos       | MPC                           |
| 257580           | 1999 DB9   | 18 fev 1999 | Socorro          | LINEAR                   | —         | MPC                           |
| 257581           | 1999 FE8   | 20 mar 1999 | Socorro          | LINEAR                   | —         | MPC                           |
| 257582           | 1999 FR70  | 20 mar 1999 | Apache Point     | SDSS                     | —         | MPC                           |
| 257583           | 1999 GZ54  | 6 abr 1999  | Kitt Peak        | Spacewatch               | —         | MPC                           |
| 257584           | 1999 JZ35  | 10 mai 1999 | Socorro          | LINEAR                   | —         | MPC                           |
| 257585           | 1999 JQ36  | 10 mai 1999 | Socorro          | LINEAR                   | —         | MPC                           |
| 257586           | 1999 JK39  | 10 mai 1999 | Socorro          | LINEAR                   | —         | MPC                           |
| 257587           | 1999 JR50  | 10 mai 1999 | Socorro          | LINEAR                   | —         | MPC                           |
| 257588           | 1999 JF73  | 12 mai 1999 | Socorro          | LINEAR                   | —         | MPC                           |
| 257589           | 1999 JV116 | 13 mai 1999 | Socorro          | LINEAR                   | —         | MPC                           |
| 257590           | 1999 KY13  | 18 mai 1999 | Socorro          | LINEAR                   | —         | MPC                           |
| 257591           | 1999 RM4   | 3 set 1999  | Kitt Peak        | Spacewatch               | —         | MPC                           |
| 257592           | 1999 RW8   | 4 set 1999  | Kitt Peak        | Spacewatch               | —         | MPC                           |
| 257593           | 1999 RZ13  | 7 set 1999  | Socorro          | LINEAR                   | —         | MPC                           |
| 257594           | 1999 RA31  | 8 set 1999  | Socorro          | LINEAR                   | —         | MPC                           |
| 257595           | 1999 RT40  | 7 set 1999  | Socorro          | LINEAR                   | —         | MPC                           |
| 257596           | 1999 RT45  | 8 set 1999  | Uccle            | T. Pauwels               | Ursula    | MPC                           |
| 257597           | 1999 RH66  | 7 set 1999  | Socorro          | LINEAR                   | —         | MPC                           |
| 257598           | 1999 RQ66  | 7 set 1999  | Socorro          | LINEAR                   | —         | MPC                           |
| 257599           | 1999 RN67  | 7 set 1999  | Socorro          | LINEAR                   | —         | MPC                           |
| 257600           | 1999 RT75  | 7 set 1999  | Socorro          | LINEAR                   | —         | MPC                           |

## 257601–257700
| Designação | Designação | Descoberta  | Descoberta       | Descobridor(es) | Categoria | Mais informações / Referência |
| Permanente | Provisória | Data        | Local            | Descobridor(es) | Categoria | Mais informações / Referência |
| ---------- | ---------- | ----------- | ---------------- | --------------- | --------- | ----------------------------- |
| 257601     | 1999 RH85  | 7 set 1999  | Socorro          | LINEAR          | —         | MPC                           |
| 257602     | 1999 RE103 | 8 set 1999  | Socorro          | LINEAR          | —         | MPC                           |
| 257603     | 1999 RN107 | 8 set 1999  | Socorro          | LINEAR          | —         | MPC                           |
| 257604     | 1999 RP171 | 9 set 1999  | Socorro          | LINEAR          | —         | MPC                           |
| 257605     | 1999 RS200 | 8 set 1999  | Socorro          | LINEAR          | —         | MPC                           |
| 257606     | 1999 RJ206 | 8 set 1999  | Socorro          | LINEAR          | —         | MPC                           |
| 257607     | 1999 RB208 | 8 set 1999  | Socorro          | LINEAR          | —         | MPC                           |
| 257608     | 1999 RM213 | 13 set 1999 | Bergisch Gladbac | W. Bickel       | —         | MPC                           |
| 257609     | 1999 RQ214 | 12 set 1999 | Bergisch Gladbac | W. Bickel       | Mitidika  | MPC                           |
| 257610     | 1999 RM215 | 3 set 1999  | Socorro          | LINEAR          | —         | MPC                           |
| 257611     | 1999 SC1   | 16 set 1999 | Kitt Peak        | Spacewatch      | —         | MPC                           |
| 257612     | 1999 SH3   | 22 set 1999 | Socorro          | LINEAR          | —         | MPC                           |
| 257613     | 1999 SV13  | 29 set 1999 | Catalina         | CSS             | —         | MPC                           |
| 257614     | 1999 TF53  | 1 out 1999  | Kitt Peak        | Spacewatch      | —         | MPC                           |
| 257615     | 1999 TJ71  | 9 out 1999  | Kitt Peak        | Spacewatch      | —         | MPC                           |
| 257616     | 1999 TL71  | 9 out 1999  | Kitt Peak        | Spacewatch      | —         | MPC                           |
| 257617     | 1999 TG73  | 10 out 1999 | Kitt Peak        | Spacewatch      | —         | MPC                           |
| 257618     | 1999 TJ73  | 10 out 1999 | Kitt Peak        | Spacewatch      | —         | MPC                           |
| 257619     | 1999 TD74  | 10 out 1999 | Kitt Peak        | Spacewatch      | —         | MPC                           |
| 257620     | 1999 TN75  | 10 out 1999 | Kitt Peak        | Spacewatch      | —         | MPC                           |
| 257621     | 1999 TR120 | 4 out 1999  | Socorro          | LINEAR          | —         | MPC                           |
| 257622     | 1999 TG126 | 4 out 1999  | Socorro          | LINEAR          | —         | MPC                           |
| 257623     | 1999 TG135 | 15 out 1999 | Socorro          | LINEAR          | —         | MPC                           |
| 257624     | 1999 TU137 | 6 out 1999  | Socorro          | LINEAR          | —         | MPC                           |
| 257625     | 1999 TC138 | 6 out 1999  | Socorro          | LINEAR          | —         | MPC                           |
| 257626     | 1999 TF140 | 6 out 1999  | Socorro          | LINEAR          | —         | MPC                           |
| 257627     | 1999 TW165 | 10 out 1999 | Socorro          | LINEAR          | —         | MPC                           |
| 257628     | 1999 TG168 | 10 out 1999 | Socorro          | LINEAR          | Brangane  | MPC                           |
| 257629     | 1999 TK169 | 10 out 1999 | Socorro          | LINEAR          | —         | MPC                           |
| 257630     | 1999 TJ174 | 10 out 1999 | Socorro          | LINEAR          | —         | MPC                           |
| 257631     | 1999 TK175 | 10 out 1999 | Socorro          | LINEAR          | —         | MPC                           |
| 257632     | 1999 TA177 | 10 out 1999 | Socorro          | LINEAR          | —         | MPC                           |
| 257633     | 1999 TV204 | 13 out 1999 | Socorro          | LINEAR          | —         | MPC                           |
| 257634     | 1999 TJ217 | 15 out 1999 | Socorro          | LINEAR          | —         | MPC                           |
| 257635     | 1999 TM218 | 15 out 1999 | Socorro          | LINEAR          | —         | MPC                           |
| 257636     | 1999 TQ233 | 3 out 1999  | Kitt Peak        | Spacewatch      | —         | MPC                           |
| 257637     | 1999 TW241 | 4 out 1999  | Catalina         | CSS             | —         | MPC                           |
| 257638     | 1999 TQ244 | 7 out 1999  | Catalina         | CSS             | —         | MPC                           |
| 257639     | 1999 TK252 | 13 out 1999 | Socorro          | LINEAR          | Brangane  | MPC                           |
| 257640     | 1999 TS261 | 13 out 1999 | Socorro          | LINEAR          | —         | MPC                           |
| 257641     | 1999 TX263 | 15 out 1999 | Kitt Peak        | Spacewatch      | Themis    | MPC                           |
| 257642     | 1999 TP265 | 3 out 1999  | Socorro          | LINEAR          | —         | MPC                           |
| 257643     | 1999 TS282 | 9 out 1999  | Socorro          | LINEAR          | —         | MPC                           |
| 257644     | 1999 TG290 | 10 out 1999 | Socorro          | LINEAR          | —         | MPC                           |
| 257645     | 1999 TT292 | 12 out 1999 | Socorro          | LINEAR          | —         | MPC                           |
| 257646     | 1999 TQ308 | 4 out 1999  | Kitt Peak        | Spacewatch      | —         | MPC                           |
| 257647     | 1999 TV317 | 12 out 1999 | Kitt Peak        | Spacewatch      | —         | MPC                           |
| 257648     | 1999 TY318 | 12 out 1999 | Kitt Peak        | Spacewatch      | —         | MPC                           |
| 257649     | 1999 TP319 | 9 out 1999  | Kitt Peak        | Spacewatch      | —         | MPC                           |
| 257650     | 1999 TL321 | 12 out 1999 | Kitt Peak        | Spacewatch      | —         | MPC                           |
| 257651     | 1999 UZ11  | 29 out 1999 | Kitt Peak        | Spacewatch      | —         | MPC                           |
| 257652     | 1999 UZ28  | 31 out 1999 | Kitt Peak        | Spacewatch      | —         | MPC                           |
| 257653     | 1999 UV31  | 31 out 1999 | Kitt Peak        | Spacewatch      | Mitidika  | MPC                           |
| 257654     | 1999 UT33  | 31 out 1999 | Kitt Peak        | Spacewatch      | —         | MPC                           |
| 257655     | 1999 UM36  | 16 out 1999 | Kitt Peak        | Spacewatch      | Brangane  | MPC                           |
| 257656     | 1999 UY47  | 30 out 1999 | Catalina         | CSS             | —         | MPC                           |
| 257657     | 1999 VE    | 1 nov 1999  | Olathe           | Olathe          | —         | MPC                           |
| 257658     | 1999 VJ29  | 3 nov 1999  | Socorro          | LINEAR          | —         | MPC                           |
| 257659     | 1999 VE32  | 3 nov 1999  | Socorro          | LINEAR          | —         | MPC                           |
| 257660     | 1999 VS39  | 11 nov 1999 | Kitt Peak        | Spacewatch      | —         | MPC                           |
| 257661     | 1999 VP40  | 1 nov 1999  | Kitt Peak        | Spacewatch      | —         | MPC                           |
| 257662     | 1999 VC43  | 4 nov 1999  | Kitt Peak        | Spacewatch      | Brangane  | MPC                           |
| 257663     | 1999 VQ45  | 4 nov 1999  | Catalina         | CSS             | —         | MPC                           |
| 257664     | 1999 VO46  | 3 nov 1999  | Socorro          | LINEAR          | Juno      | MPC                           |
| 257665     | 1999 VA51  | 3 nov 1999  | Socorro          | LINEAR          | —         | MPC                           |
| 257666     | 1999 VC62  | 4 nov 1999  | Socorro          | LINEAR          | —         | MPC                           |
| 257667     | 1999 VL65  | 4 nov 1999  | Socorro          | LINEAR          | Chloris   | MPC                           |
| 257668     | 1999 VU70  | 4 nov 1999  | Socorro          | LINEAR          | —         | MPC                           |
| 257669     | 1999 VV75  | 5 nov 1999  | Kitt Peak        | Spacewatch      | —         | MPC                           |
| 257670     | 1999 VC86  | 4 nov 1999  | Socorro          | LINEAR          | —         | MPC                           |
| 257671     | 1999 VV103 | 9 nov 1999  | Socorro          | LINEAR          | —         | MPC                           |
| 257672     | 1999 VJ104 | 9 nov 1999  | Socorro          | LINEAR          | —         | MPC                           |
| 257673     | 1999 VK106 | 9 nov 1999  | Socorro          | LINEAR          | —         | MPC                           |
| 257674     | 1999 VM122 | 4 nov 1999  | Kitt Peak        | Spacewatch      | Brangane  | MPC                           |
| 257675     | 1999 VO122 | 4 nov 1999  | Kitt Peak        | Spacewatch      | —         | MPC                           |
| 257676     | 1999 VQ125 | 6 nov 1999  | Kitt Peak        | Spacewatch      | —         | MPC                           |
| 257677     | 1999 VY125 | 9 nov 1999  | Kitt Peak        | Spacewatch      | —         | MPC                           |
| 257678     | 1999 VV129 | 11 nov 1999 | Kitt Peak        | Spacewatch      | —         | MPC                           |
| 257679     | 1999 VJ132 | 9 nov 1999  | Kitt Peak        | Spacewatch      | —         | MPC                           |
| 257680     | 1999 VR134 | 10 nov 1999 | Kitt Peak        | Spacewatch      | Mitidika  | MPC                           |
| 257681     | 1999 VG136 | 9 nov 1999  | Socorro          | LINEAR          | —         | MPC                           |
| 257682     | 1999 VC150 | 14 nov 1999 | Socorro          | LINEAR          | —         | MPC                           |
| 257683     | 1999 VW150 | 14 nov 1999 | Socorro          | LINEAR          | —         | MPC                           |
| 257684     | 1999 VT158 | 14 nov 1999 | Socorro          | LINEAR          | —         | MPC                           |
| 257685     | 1999 VW164 | 14 nov 1999 | Socorro          | LINEAR          | —         | MPC                           |
| 257686     | 1999 VS166 | 14 nov 1999 | Socorro          | LINEAR          | —         | MPC                           |
| 257687     | 1999 VL182 | 9 nov 1999  | Socorro          | LINEAR          | Mitidika  | MPC                           |
| 257688     | 1999 VW187 | 15 nov 1999 | Socorro          | LINEAR          | —         | MPC                           |
| 257689     | 1999 VQ197 | 3 nov 1999  | Catalina         | CSS             | —         | MPC                           |
| 257690     | 1999 VY205 | 12 nov 1999 | Socorro          | LINEAR          | Mitidika  | MPC                           |
| 257691     | 1999 VC210 | 12 nov 1999 | Socorro          | LINEAR          | —         | MPC                           |
| 257692     | 1999 WT8   | 28 nov 1999 | Gnosca           | S. Sposetti     | —         | MPC                           |
| 257693     | 1999 WQ12  | 29 nov 1999 | Kitt Peak        | Spacewatch      | —         | MPC                           |
| 257694     | 1999 WU13  | 28 nov 1999 | Kitt Peak        | Spacewatch      | Mitidika  | MPC                           |
| 257695     | 1999 WY13  | 28 nov 1999 | Kitt Peak        | Spacewatch      | —         | MPC                           |
| 257696     | 1999 WV19  | 16 nov 1999 | Kitt Peak        | Spacewatch      | —         | MPC                           |
| 257697     | 1999 WC21  | 16 nov 1999 | Kitt Peak        | Spacewatch      | —         | MPC                           |
| 257698     | 1999 WO23  | 17 nov 1999 | Kitt Peak        | Spacewatch      | —         | MPC                           |
| 257699     | 1999 WR23  | 17 nov 1999 | Kitt Peak        | Spacewatch      | Ursula    | MPC                           |
| 257700     | 1999 WW25  | 29 nov 1999 | Kitt Peak        | Spacewatch      | —         | MPC                           |

## 257701–257800
| Designação | Designação | Descoberta  | Descoberta          | Descobridor(es) | Categoria | Mais informações / Referência |
| Permanente | Provisória | Data        | Local               | Descobridor(es) | Categoria | Mais informações / Referência |
| ---------- | ---------- | ----------- | ------------------- | --------------- | --------- | ----------------------------- |
| 257701     | 1999 XK4   | 4 dez 1999  | Catalina            | CSS             | —         | MPC                           |
| 257702     | 1999 XR20  | 5 dez 1999  | Socorro             | LINEAR          | —         | MPC                           |
| 257703     | 1999 XY43  | 7 dez 1999  | Socorro             | LINEAR          | —         | MPC                           |
| 257704     | 1999 XK45  | 7 dez 1999  | Socorro             | LINEAR          | —         | MPC                           |
| 257705     | 1999 XY50  | 7 dez 1999  | Socorro             | LINEAR          | —         | MPC                           |
| 257706     | 1999 XX62  | 7 dez 1999  | Socorro             | LINEAR          | —         | MPC                           |
| 257707     | 1999 XF80  | 7 dez 1999  | Socorro             | LINEAR          | —         | MPC                           |
| 257708     | 1999 XN80  | 7 dez 1999  | Socorro             | LINEAR          | —         | MPC                           |
| 257709     | 1999 XE112 | 7 dez 1999  | Socorro             | LINEAR          | —         | MPC                           |
| 257710     | 1999 XD115 | 12 dez 1999 | Prescott            | P. G. Comba     | —         | MPC                           |
| 257711     | 1999 XH116 | 5 dez 1999  | Catalina            | CSS             | —         | MPC                           |
| 257712     | 1999 XG123 | 7 dez 1999  | Catalina            | CSS             | —         | MPC                           |
| 257713     | 1999 XL138 | 4 dez 1999  | Kitt Peak           | Spacewatch      | —         | MPC                           |
| 257714     | 1999 XJ140 | 2 dez 1999  | Kitt Peak           | Spacewatch      | —         | MPC                           |
| 257715     | 1999 XT141 | 10 dez 1999 | Socorro             | LINEAR          | Juno      | MPC                           |
| 257716     | 1999 XQ142 | 12 dez 1999 | Socorro             | LINEAR          | —         | MPC                           |
| 257717     | 1999 XZ149 | 8 dez 1999  | Kitt Peak           | Spacewatch      | —         | MPC                           |
| 257718     | 1999 XY150 | 8 dez 1999  | Kitt Peak           | Spacewatch      | —         | MPC                           |
| 257719     | 1999 XO154 | 8 dez 1999  | Socorro             | LINEAR          | —         | MPC                           |
| 257720     | 1999 XF217 | 13 dez 1999 | Kitt Peak           | Spacewatch      | —         | MPC                           |
| 257721     | 1999 XP218 | 13 dez 1999 | Kitt Peak           | Spacewatch      | —         | MPC                           |
| 257722     | 1999 XD219 | 15 dez 1999 | Kitt Peak           | Spacewatch      | —         | MPC                           |
| 257723     | 1999 XE224 | 13 dez 1999 | Kitt Peak           | Spacewatch      | —         | MPC                           |
| 257724     | 1999 XP226 | 14 dez 1999 | Kitt Peak           | Spacewatch      | —         | MPC                           |
| 257725     | 1999 XE233 | 2 dez 1999  | Anderson Mesa       | LONEOS          | —         | MPC                           |
| 257726     | 1999 XB249 | 6 dez 1999  | Socorro             | LINEAR          | —         | MPC                           |
| 257727     | 1999 XU252 | 12 dez 1999 | Kitt Peak           | Spacewatch      | —         | MPC                           |
| 257728     | 1999 XG258 | 8 dez 1999  | Kitt Peak           | Spacewatch      | —         | MPC                           |
| 257729     | 1999 XC259 | 7 dez 1999  | Socorro             | LINEAR          | —         | MPC                           |
| 257730     | 1999 XM259 | 5 dez 1999  | Kitt Peak           | Spacewatch      | —         | MPC                           |
| 257731     | 1999 YG5   | 27 dez 1999 | Oizumi              | T. Kobayashi    | —         | MPC                           |
| 257732     | 1999 YE6   | 30 dez 1999 | Socorro             | LINEAR          | —         | MPC                           |
| 257733     | 1999 YH12  | 27 dez 1999 | Kitt Peak           | Spacewatch      | —         | MPC                           |
| 257734     | 1999 YF21  | 30 dez 1999 | Mauna Kea           | C. Veillet      | —         | MPC                           |
| 257735     | 1999 YP26  | 30 dez 1999 | Socorro             | LINEAR          | —         | MPC                           |
| 257736     | 2000 AF43  | 5 jan 2000  | Socorro             | LINEAR          | —         | MPC                           |
| 257737     | 2000 AY48  | 5 jan 2000  | Socorro             | LINEAR          | —         | MPC                           |
| 257738     | 2000 AA49  | 5 jan 2000  | Socorro             | LINEAR          | Juno      | MPC                           |
| 257739     | 2000 AU54  | 4 jan 2000  | Socorro             | LINEAR          | —         | MPC                           |
| 257740     | 2000 AZ131 | 3 jan 2000  | Socorro             | LINEAR          | —         | MPC                           |
| 257741     | 2000 AE150 | 7 jan 2000  | Socorro             | LINEAR          | —         | MPC                           |
| 257742     | 2000 AE151 | 10 jan 2000 | Prescott            | P. G. Comba     | —         | MPC                           |
| 257743     | 2000 AY183 | 7 jan 2000  | Socorro             | LINEAR          | —         | MPC                           |
| 257744     | 2000 AD205 | 8 jan 2000  | Anderson Mesa       | LONEOS          | —         | MPC                           |
| 257745     | 2000 AA209 | 4 jan 2000  | Kitt Peak           | Spacewatch      | —         | MPC                           |
| 257746     | 2000 AC212 | 5 jan 2000  | Kitt Peak           | Spacewatch      | —         | MPC                           |
| 257747     | 2000 AZ218 | 8 jan 2000  | Kitt Peak           | Spacewatch      | —         | MPC                           |
| 257748     | 2000 AB221 | 8 jan 2000  | Kitt Peak           | Spacewatch      | —         | MPC                           |
| 257749     | 2000 AT227 | 10 jan 2000 | Kitt Peak           | Spacewatch      | —         | MPC                           |
| 257750     | 2000 BN    | 24 jan 2000 | Višnjan Observatory | K. Korlević     | —         | MPC                           |
| 257751     | 2000 BT1   | 27 jan 2000 | Kitt Peak           | Spacewatch      | —         | MPC                           |
| 257752     | 2000 BZ12  | 28 jan 2000 | Kitt Peak           | Spacewatch      | —         | MPC                           |
| 257753     | 2000 BB14  | 28 jan 2000 | Uenohara            | N. Kawasato     | —         | MPC                           |
| 257754     | 2000 BP17  | 30 jan 2000 | Socorro             | LINEAR          | —         | MPC                           |
| 257755     | 2000 BY19  | 26 jan 2000 | Kitt Peak           | Spacewatch      | —         | MPC                           |
| 257756     | 2000 BP21  | 29 jan 2000 | Kitt Peak           | Spacewatch      | —         | MPC                           |
| 257757     | 2000 BG28  | 31 jan 2000 | Socorro             | LINEAR          | —         | MPC                           |
| 257758     | 2000 BJ28  | 31 jan 2000 | Socorro             | LINEAR          | —         | MPC                           |
| 257759     | 2000 BT31  | 27 jan 2000 | Kitt Peak           | Spacewatch      | Brangane  | MPC                           |
| 257760     | 2000 BA37  | 30 jan 2000 | Kitt Peak           | Spacewatch      | —         | MPC                           |
| 257761     | 2000 BG37  | 26 jan 2000 | Kitt Peak           | Spacewatch      | —         | MPC                           |
| 257762     | 2000 BV39  | 27 jan 2000 | Kitt Peak           | Spacewatch      | —         | MPC                           |
| 257763     | 2000 BK50  | 16 jan 2000 | Kitt Peak           | Spacewatch      | —         | MPC                           |
| 257764     | 2000 BD52  | 27 jan 2000 | Kitt Peak           | Spacewatch      | —         | MPC                           |
| 257765     | 2000 CX33  | 4 fev 2000  | Višnjan             | K. Korlević     | —         | MPC                           |
| 257766     | 2000 CN41  | 2 fev 2000  | Socorro             | LINEAR          | —         | MPC                           |
| 257767     | 2000 CZ68  | 1 fev 2000  | Kitt Peak           | Spacewatch      | —         | MPC                           |
| 257768     | 2000 CB74  | 7 fev 2000  | Kitt Peak           | Spacewatch      | Mitidika  | MPC                           |
| 257769     | 2000 CV83  | 4 fev 2000  | Socorro             | LINEAR          | —         | MPC                           |
| 257770     | 2000 CA98  | 7 fev 2000  | Kitt Peak           | Spacewatch      | —         | MPC                           |
| 257771     | 2000 CB99  | 8 fev 2000  | Kitt Peak           | Spacewatch      | —         | MPC                           |
| 257772     | 2000 CN109 | 5 fev 2000  | Kitt Peak           | M. W. Buie      | —         | MPC                           |
| 257773     | 2000 CB111 | 6 fev 2000  | Kitt Peak           | M. W. Buie      | —         | MPC                           |
| 257774     | 2000 CT119 | 7 fev 2000  | Kitt Peak           | Spacewatch      | —         | MPC                           |
| 257775     | 2000 CW129 | 3 fev 2000  | Kitt Peak           | Spacewatch      | Vesta     | MPC                           |
| 257776     | 2000 CT130 | 1 fev 2000  | Kitt Peak           | Spacewatch      | —         | MPC                           |
| 257777     | 2000 CB137 | 4 fev 2000  | Kitt Peak           | Spacewatch      | —         | MPC                           |
| 257778     | 2000 DN9   | 26 fev 2000 | Kitt Peak           | Spacewatch      | Mitidika  | MPC                           |
| 257779     | 2000 DL12  | 27 fev 2000 | Kitt Peak           | Spacewatch      | —         | MPC                           |
| 257780     | 2000 DO23  | 29 fev 2000 | Socorro             | LINEAR          | —         | MPC                           |
| 257781     | 2000 DK28  | 29 fev 2000 | Socorro             | LINEAR          | —         | MPC                           |
| 257782     | 2000 DJ31  | 29 fev 2000 | Socorro             | LINEAR          | Mitidika  | MPC                           |
| 257783     | 2000 DJ41  | 29 fev 2000 | Socorro             | LINEAR          | —         | MPC                           |
| 257784     | 2000 DB43  | 29 fev 2000 | Socorro             | LINEAR          | —         | MPC                           |
| 257785     | 2000 DU49  | 29 fev 2000 | Socorro             | LINEAR          | —         | MPC                           |
| 257786     | 2000 DG59  | 29 fev 2000 | Socorro             | LINEAR          | —         | MPC                           |
| 257787     | 2000 DT64  | 29 fev 2000 | Socorro             | LINEAR          | —         | MPC                           |
| 257788     | 2000 DJ76  | 29 fev 2000 | Socorro             | LINEAR          | —         | MPC                           |
| 257789     | 2000 DA77  | 29 fev 2000 | Socorro             | LINEAR          | —         | MPC                           |
| 257790     | 2000 DV90  | 27 fev 2000 | Kitt Peak           | Spacewatch      | —         | MPC                           |
| 257791     | 2000 DT105 | 29 fev 2000 | Socorro             | LINEAR          | —         | MPC                           |
| 257792     | 2000 EZ1   | 3 mar 2000  | Socorro             | LINEAR          | Mitidika  | MPC                           |
| 257793     | 2000 EV2   | 3 mar 2000  | Socorro             | LINEAR          | —         | MPC                           |
| 257794     | 2000 EB7   | 3 mar 2000  | Kitt Peak           | Spacewatch      | —         | MPC                           |
| 257795     | 2000 EA13  | 4 mar 2000  | Socorro             | LINEAR          | —         | MPC                           |
| 257796     | 2000 EQ21  | 4 mar 2000  | Socorro             | LINEAR          | Eos       | MPC                           |
| 257797     | 2000 EX22  | 3 mar 2000  | Kitt Peak           | Spacewatch      | —         | MPC                           |
| 257798     | 2000 EN23  | 8 mar 2000  | Kitt Peak           | Spacewatch      | —         | MPC                           |
| 257799     | 2000 EG24  | 8 mar 2000  | Kitt Peak           | Spacewatch      | —         | MPC                           |
| 257800     | 2000 EO35  | 8 mar 2000  | Socorro             | LINEAR          | Mitidika  | MPC                           |

## 257801–257900
| Designação | Designação | Descoberta  | Descoberta       | Descobridor(es)        | Categoria | Mais informações / Referência |
| Permanente | Provisória | Data        | Local            | Descobridor(es)        | Categoria | Mais informações / Referência |
| ---------- | ---------- | ----------- | ---------------- | ---------------------- | --------- | ----------------------------- |
| 257801     | 2000 EC66  | 10 mar 2000 | Socorro          | LINEAR                 | —         | MPC                           |
| 257802     | 2000 EO71  | 9 mar 2000  | Kitt Peak        | Spacewatch             | Mitidika  | MPC                           |
| 257803     | 2000 EC75  | 5 mar 2000  | Socorro          | LINEAR                 | —         | MPC                           |
| 257804     | 2000 ED78  | 5 mar 2000  | Socorro          | LINEAR                 | —         | MPC                           |
| 257805     | 2000 EO108 | 8 mar 2000  | Haleakala        | NEAT                   | —         | MPC                           |
| 257806     | 2000 EC138 | 11 mar 2000 | Socorro          | LINEAR                 | —         | MPC                           |
| 257807     | 2000 EK139 | 11 mar 2000 | Socorro          | LINEAR                 | —         | MPC                           |
| 257808     | 2000 EA165 | 3 mar 2000  | Socorro          | LINEAR                 | —         | MPC                           |
| 257809     | 2000 FB5   | 27 mar 2000 | Kitt Peak        | Spacewatch             | —         | MPC                           |
| 257810     | 2000 FX12  | 29 mar 2000 | Socorro          | LINEAR                 | —         | MPC                           |
| 257811     | 2000 FZ18  | 29 mar 2000 | Socorro          | LINEAR                 | —         | MPC                           |
| 257812     | 2000 FC21  | 29 mar 2000 | Socorro          | LINEAR                 | —         | MPC                           |
| 257813     | 2000 FU25  | 27 mar 2000 | Anderson Mesa    | LONEOS                 | —         | MPC                           |
| 257814     | 2000 FP41  | 29 mar 2000 | Socorro          | LINEAR                 | —         | MPC                           |
| 257815     | 2000 GQ23  | 5 abr 2000  | Socorro          | LINEAR                 | —         | MPC                           |
| 257816     | 2000 GP27  | 5 abr 2000  | Socorro          | LINEAR                 | —         | MPC                           |
| 257817     | 2000 GS36  | 5 abr 2000  | Socorro          | LINEAR                 | —         | MPC                           |
| 257818     | 2000 GB42  | 5 abr 2000  | Socorro          | LINEAR                 | —         | MPC                           |
| 257819     | 2000 GJ51  | 5 abr 2000  | Socorro          | LINEAR                 | —         | MPC                           |
| 257820     | 2000 GU84  | 3 abr 2000  | Socorro          | LINEAR                 | —         | MPC                           |
| 257821     | 2000 GB122 | 6 abr 2000  | Kitt Peak        | Spacewatch             | —         | MPC                           |
| 257822     | 2000 GC132 | 10 abr 2000 | Kitt Peak        | Spacewatch             | —         | MPC                           |
| 257823     | 2000 GN143 | 7 abr 2000  | Anderson Mesa    | LONEOS                 | —         | MPC                           |
| 257824     | 2000 GA144 | 6 abr 2000  | Kitt Peak        | Spacewatch             | —         | MPC                           |
| 257825     | 2000 GR151 | 5 abr 2000  | Socorro          | LINEAR                 | —         | MPC                           |
| 257826     | 2000 GQ155 | 6 abr 2000  | Anderson Mesa    | LONEOS                 | —         | MPC                           |
| 257827     | 2000 GY168 | 4 abr 2000  | Socorro          | LINEAR                 | —         | MPC                           |
| 257828     | 2000 GW177 | 4 abr 2000  | Socorro          | LINEAR                 | —         | MPC                           |
| 257829     | 2000 GK183 | 3 abr 2000  | Kitt Peak        | Spacewatch             | —         | MPC                           |
| 257830     | 2000 HX13  | 28 abr 2000 | Socorro          | LINEAR                 | —         | MPC                           |
| 257831     | 2000 HC23  | 30 abr 2000 | Socorro          | LINEAR                 | —         | MPC                           |
| 257832     | 2000 HM54  | 29 abr 2000 | Socorro          | LINEAR                 | —         | MPC                           |
| 257833     | 2000 HR105 | 24 abr 2000 | Anderson Mesa    | LONEOS                 | —         | MPC                           |
| 257834     | 2000 JW2   | 3 mai 2000  | Socorro          | LINEAR                 | —         | MPC                           |
| 257835     | 2000 JR18  | 3 mai 2000  | Socorro          | LINEAR                 | —         | MPC                           |
| 257836     | 2000 JQ34  | 7 mai 2000  | Socorro          | LINEAR                 | —         | MPC                           |
| 257837     | 2000 JS44  | 7 mai 2000  | Socorro          | LINEAR                 | —         | MPC                           |
| 257838     | 2000 JQ66  | 11 mai 2000 | Socorro          | LINEAR                 | —         | MPC                           |
| 257839     | 2000 JQ90  | 4 mai 2000  | Apache Point     | SDSS                   | —         | MPC                           |
| 257840     | 2000 KY6   | 27 mai 2000 | Socorro          | LINEAR                 | —         | MPC                           |
| 257841     | 2000 KB11  | 28 mai 2000 | Socorro          | LINEAR                 | —         | MPC                           |
| 257842     | 2000 KO37  | 24 mai 2000 | Kitt Peak        | Spacewatch             | —         | MPC                           |
| 257843     | 2000 KR43  | 28 mai 2000 | Kitt Peak        | Spacewatch             | —         | MPC                           |
| 257844     | 2000 KQ44  | 31 mai 2000 | Ondřejov         | P. Kušnirák, P. Pravec | —         | MPC                           |
| 257845     | 2000 KK59  | 25 mai 2000 | Kitt Peak        | Spacewatch             | —         | MPC                           |
| 257846     | 2000 LK22  | 6 jun 2000  | Kitt Peak        | Spacewatch             | —         | MPC                           |
| 257847     | 2000 LE34  | 3 jun 2000  | Kitt Peak        | Spacewatch             | —         | MPC                           |
| 257848     | 2000 MJ    | 24 jun 2000 | Tebbutt          | F. B. Zoltowski        | Phocaea   | MPC                           |
| 257849     | 2000 NH    | 2 jul 2000  | Kitt Peak        | Spacewatch             | —         | MPC                           |
| 257850     | 2000 NZ6   | 4 jul 2000  | Kitt Peak        | Spacewatch             | —         | MPC                           |
| 257851     | 2000 OA13  | 23 jul 2000 | Socorro          | LINEAR                 | —         | MPC                           |
| 257852     | 2000 OF36  | 24 jul 2000 | Socorro          | LINEAR                 | —         | MPC                           |
| 257853     | 2000 OH54  | 29 jul 2000 | Anderson Mesa    | LONEOS                 | —         | MPC                           |
| 257854     | 2000 PG8   | 4 ago 2000  | Socorro          | LINEAR                 | —         | MPC                           |
| 257855     | 2000 QR136 | 29 ago 2000 | Socorro          | LINEAR                 | —         | MPC                           |
| 257856     | 2000 QN148 | 27 ago 2000 | Kvistaberg       | UDAS                   | —         | MPC                           |
| 257857     | 2000 QV156 | 31 ago 2000 | Socorro          | LINEAR                 | —         | MPC                           |
| 257858     | 2000 QK178 | 31 ago 2000 | Socorro          | LINEAR                 | —         | MPC                           |
| 257859     | 2000 QB186 | 26 ago 2000 | Socorro          | LINEAR                 | —         | MPC                           |
| 257860     | 2000 QE230 | 31 ago 2000 | Socorro          | LINEAR                 | —         | MPC                           |
| 257861     | 2000 QD242 | 27 ago 2000 | Cerro Tololo     | M. W. Buie             | —         | MPC                           |
| 257862     | 2000 QC248 | 28 ago 2000 | Cerro Tololo     | M. W. Buie             | —         | MPC                           |
| 257863     | 2000 RM14  | 1 set 2000  | Socorro          | LINEAR                 | —         | MPC                           |
| 257864     | 2000 RQ69  | 2 set 2000  | Socorro          | LINEAR                 | —         | MPC                           |
| 257865     | 2000 RN84  | 2 set 2000  | Anderson Mesa    | LONEOS                 | —         | MPC                           |
| 257866     | 2000 SF15  | 23 set 2000 | Socorro          | LINEAR                 | —         | MPC                           |
| 257867     | 2000 SY27  | 23 set 2000 | Socorro          | LINEAR                 | —         | MPC                           |
| 257868     | 2000 SH30  | 24 set 2000 | Socorro          | LINEAR                 | —         | MPC                           |
| 257869     | 2000 SD32  | 24 set 2000 | Socorro          | LINEAR                 | —         | MPC                           |
| 257870     | 2000 SY34  | 24 set 2000 | Socorro          | LINEAR                 | —         | MPC                           |
| 257871     | 2000 SX44  | 26 set 2000 | Ondřejov         | P. Kušnirák            | —         | MPC                           |
| 257872     | 2000 SY52  | 24 set 2000 | Socorro          | LINEAR                 | —         | MPC                           |
| 257873     | 2000 SP60  | 24 set 2000 | Socorro          | LINEAR                 | —         | MPC                           |
| 257874     | 2000 SK93  | 23 set 2000 | Socorro          | LINEAR                 | —         | MPC                           |
| 257875     | 2000 SL97  | 23 set 2000 | Socorro          | LINEAR                 | —         | MPC                           |
| 257876     | 2000 SH131 | 22 set 2000 | Socorro          | LINEAR                 | —         | MPC                           |
| 257877     | 2000 SF136 | 23 set 2000 | Socorro          | LINEAR                 | —         | MPC                           |
| 257878     | 2000 SM143 | 23 set 2000 | Socorro          | LINEAR                 | —         | MPC                           |
| 257879     | 2000 SJ153 | 24 set 2000 | Socorro          | LINEAR                 | —         | MPC                           |
| 257880     | 2000 SV157 | 27 set 2000 | Socorro          | LINEAR                 | —         | MPC                           |
| 257881     | 2000 SE158 | 27 set 2000 | Socorro          | LINEAR                 | —         | MPC                           |
| 257882     | 2000 SK192 | 24 set 2000 | Socorro          | LINEAR                 | Eos       | MPC                           |
| 257883     | 2000 SM214 | 26 set 2000 | Socorro          | LINEAR                 | —         | MPC                           |
| 257884     | 2000 SA228 | 28 set 2000 | Socorro          | LINEAR                 | —         | MPC                           |
| 257885     | 2000 SU256 | 24 set 2000 | Socorro          | LINEAR                 | —         | MPC                           |
| 257886     | 2000 SC263 | 25 set 2000 | Socorro          | LINEAR                 | —         | MPC                           |
| 257887     | 2000 SU282 | 23 set 2000 | Socorro          | LINEAR                 | —         | MPC                           |
| 257888     | 2000 SY290 | 27 set 2000 | Socorro          | LINEAR                 | —         | MPC                           |
| 257889     | 2000 SD292 | 27 set 2000 | Socorro          | LINEAR                 | —         | MPC                           |
| 257890     | 2000 SE292 | 27 set 2000 | Socorro          | LINEAR                 | —         | MPC                           |
| 257891     | 2000 SJ315 | 28 set 2000 | Socorro          | LINEAR                 | —         | MPC                           |
| 257892     | 2000 SK339 | 25 set 2000 | Haleakala        | NEAT                   | —         | MPC                           |
| 257893     | 2000 SN340 | 24 set 2000 | Socorro          | LINEAR                 | —         | MPC                           |
| 257894     | 2000 SF351 | 29 set 2000 | Anderson Mesa    | LONEOS                 | —         | MPC                           |
| 257895     | 2000 SL370 | 24 set 2000 | Anderson Mesa    | LONEOS                 | —         | MPC                           |
| 257896     | 2000 TL3   | 1 out 2000  | Socorro          | LINEAR                 | —         | MPC                           |
| 257897     | 2000 TW3   | 1 out 2000  | Socorro          | LINEAR                 | —         | MPC                           |
| 257898     | 2000 TX23  | 2 out 2000  | Socorro          | LINEAR                 | —         | MPC                           |
| 257899     | 2000 TR27  | 3 out 2000  | Socorro          | LINEAR                 | —         | MPC                           |
| 257900     | 2000 TZ33  | 4 out 2000  | Bergisch Gladbac | W. Bickel              | —         | MPC                           |

## 257901–258000
| Designação | Designação | Descoberta  | Descoberta    | Descobridor(es) | Categoria | Mais informações / Referência |
| Permanente | Provisória | Data        | Local         | Descobridor(es) | Categoria | Mais informações / Referência |
| ---------- | ---------- | ----------- | ------------- | --------------- | --------- | ----------------------------- |
| 257901     | 2000 TC37  | 1 out 2000  | Socorro       | LINEAR          | —         | MPC                           |
| 257902     | 2000 TS41  | 1 out 2000  | Socorro       | LINEAR          | —         | MPC                           |
| 257903     | 2000 TM54  | 1 out 2000  | Socorro       | LINEAR          | —         | MPC                           |
| 257904     | 2000 UZ19  | 24 out 2000 | Socorro       | LINEAR          | —         | MPC                           |
| 257905     | 2000 UP55  | 24 out 2000 | Socorro       | LINEAR          | —         | MPC                           |
| 257906     | 2000 UD67  | 25 out 2000 | Socorro       | LINEAR          | —         | MPC                           |
| 257907     | 2000 UY75  | 24 out 2000 | Socorro       | LINEAR          | —         | MPC                           |
| 257908     | 2000 UB84  | 31 out 2000 | Socorro       | LINEAR          | Maria     | MPC                           |
| 257909     | 2000 UQ97  | 25 out 2000 | Socorro       | LINEAR          | —         | MPC                           |
| 257910     | 2000 UV105 | 29 out 2000 | Socorro       | LINEAR          | —         | MPC                           |
| 257911     | 2000 VV1   | 1 nov 2000  | Socorro       | LINEAR          | —         | MPC                           |
| 257912     | 2000 VF9   | 1 nov 2000  | Socorro       | LINEAR          | —         | MPC                           |
| 257913     | 2000 VZ12  | 1 nov 2000  | Socorro       | LINEAR          | —         | MPC                           |
| 257914     | 2000 VX21  | 1 nov 2000  | Socorro       | LINEAR          | —         | MPC                           |
| 257915     | 2000 VU48  | 2 nov 2000  | Socorro       | LINEAR          | —         | MPC                           |
| 257916     | 2000 VC56  | 3 nov 2000  | Socorro       | LINEAR          | —         | MPC                           |
| 257917     | 2000 VN62  | 3 nov 2000  | Socorro       | LINEAR          | —         | MPC                           |
| 257918     | 2000 WR    | 16 nov 2000 | Socorro       | LINEAR          | —         | MPC                           |
| 257919     | 2000 WZ12  | 20 nov 2000 | Socorro       | LINEAR          | —         | MPC                           |
| 257920     | 2000 WT27  | 25 nov 2000 | Kitt Peak     | Spacewatch      | —         | MPC                           |
| 257921     | 2000 WA29  | 26 nov 2000 | Socorro       | LINEAR          | —         | MPC                           |
| 257922     | 2000 WK30  | 20 nov 2000 | Socorro       | LINEAR          | —         | MPC                           |
| 257923     | 2000 WS39  | 20 nov 2000 | Socorro       | LINEAR          | —         | MPC                           |
| 257924     | 2000 WH68  | 29 nov 2000 | Kitt Peak     | Spacewatch      | —         | MPC                           |
| 257925     | 2000 WK68  | 29 nov 2000 | Haleakala     | NEAT            | —         | MPC                           |
| 257926     | 2000 WY72  | 20 nov 2000 | Socorro       | LINEAR          | —         | MPC                           |
| 257927     | 2000 WV76  | 20 nov 2000 | Socorro       | LINEAR          | —         | MPC                           |
| 257928     | 2000 WL96  | 21 nov 2000 | Socorro       | LINEAR          | —         | MPC                           |
| 257929     | 2000 WR128 | 18 nov 2000 | Kitt Peak     | Spacewatch      | —         | MPC                           |
| 257930     | 2000 WE134 | 19 nov 2000 | Socorro       | LINEAR          | —         | MPC                           |
| 257931     | 2000 WZ152 | 29 nov 2000 | Socorro       | LINEAR          | —         | MPC                           |
| 257932     | 2000 WH156 | 30 nov 2000 | Socorro       | LINEAR          | —         | MPC                           |
| 257933     | 2000 WB160 | 20 nov 2000 | Anderson Mesa | LONEOS          | —         | MPC                           |
| 257934     | 2000 WC176 | 26 nov 2000 | Kitt Peak     | Spacewatch      | —         | MPC                           |
| 257935     | 2000 WK182 | 25 nov 2000 | Socorro       | LINEAR          | —         | MPC                           |
| 257936     | 2000 WL182 | 26 nov 2000 | Anderson Mesa | LONEOS          | —         | MPC                           |
| 257937     | 2000 WC184 | 30 nov 2000 | Anderson Mesa | LONEOS          | —         | MPC                           |
| 257938     | 2000 WS184 | 30 nov 2000 | Kitt Peak     | Spacewatch      | —         | MPC                           |
| 257939     | 2000 WZ184 | 29 nov 2000 | Socorro       | LINEAR          | —         | MPC                           |
| 257940     | 2000 WL185 | 29 nov 2000 | Socorro       | LINEAR          | —         | MPC                           |
| 257941     | 2000 XB2   | 1 dez 2000  | Socorro       | LINEAR          | —         | MPC                           |
| 257942     | 2000 XN15  | 4 dez 2000  | Prescott      | P. G. Comba     | —         | MPC                           |
| 257943     | 2000 XL26  | 4 dez 2000  | Socorro       | LINEAR          | Hector    | MPC                           |
| 257944     | 2000 XQ53  | 14 dez 2000 | Bohyunsan     | Bohyunsan Obs.  | —         | MPC                           |
| 257945     | 2000 YC12  | 22 dez 2000 | Ondřejov      | P. Kušnirák     | —         | MPC                           |
| 257946     | 2000 YJ15  | 23 dez 2000 | Kitt Peak     | Spacewatch      | Vesta     | MPC                           |
| 257947     | 2000 YT27  | 30 dez 2000 | Kitt Peak     | Spacewatch      | —         | MPC                           |
| 257948     | 2000 YJ28  | 26 dez 2000 | Haleakala     | NEAT            | —         | MPC                           |
| 257949     | 2000 YX50  | 30 dez 2000 | Socorro       | LINEAR          | —         | MPC                           |
| 257950     | 2000 YV57  | 30 dez 2000 | Socorro       | LINEAR          | —         | MPC                           |
| 257951     | 2000 YP111 | 30 dez 2000 | Socorro       | LINEAR          | —         | MPC                           |
| 257952     | 2000 YK113 | 30 dez 2000 | Socorro       | LINEAR          | —         | MPC                           |
| 257953     | 2000 YN119 | 17 dez 2000 | Kitt Peak     | Spacewatch      | —         | MPC                           |
| 257954     | 2000 YY141 | 20 dez 2000 | Kitt Peak     | DLS             | —         | MPC                           |
| 257955     | 2001 AW9   | 2 jan 2001  | Socorro       | LINEAR          | —         | MPC                           |
| 257956     | 2001 AR41  | 3 jan 2001  | Socorro       | LINEAR          | Eos       | MPC                           |
| 257957     | 2001 AY45  | 7 jan 2001  | Socorro       | LINEAR          | —         | MPC                           |
| 257958     | 2001 AQ51  | 15 jan 2001 | Kitt Peak     | Spacewatch      | —         | MPC                           |
| 257959     | 2001 BS6   | 19 jan 2001 | Socorro       | LINEAR          | Brangane  | MPC                           |
| 257960     | 2001 BY12  | 18 jan 2001 | Socorro       | LINEAR          | Eos       | MPC                           |
| 257961     | 2001 BZ31  | 20 jan 2001 | Socorro       | LINEAR          | —         | MPC                           |
| 257962     | 2001 BN51  | 16 jan 2001 | Kitt Peak     | Spacewatch      | —         | MPC                           |
| 257963     | 2001 BV55  | 19 jan 2001 | Socorro       | LINEAR          | —         | MPC                           |
| 257964     | 2001 BD61  | 30 jan 2001 | Junk Bond     | Junk Bond Obs.  | —         | MPC                           |
| 257965     | 2001 BK75  | 26 jan 2001 | Kitt Peak     | Spacewatch      | —         | MPC                           |
| 257966     | 2001 CC2   | 1 fev 2001  | Socorro       | LINEAR          | —         | MPC                           |
| 257967     | 2001 CZ10  | 1 fev 2001  | Socorro       | LINEAR          | Vesta     | MPC                           |
| 257968     | 2001 CK17  | 1 fev 2001  | Socorro       | LINEAR          | —         | MPC                           |
| 257969     | 2001 CC25  | 1 fev 2001  | Socorro       | LINEAR          | —         | MPC                           |
| 257970     | 2001 CS31  | 5 fev 2001  | Socorro       | LINEAR          | —         | MPC                           |
| 257971     | 2001 CV34  | 13 fev 2001 | Socorro       | LINEAR          | —         | MPC                           |
| 257972     | 2001 CR35  | 13 fev 2001 | Socorro       | LINEAR          | —         | MPC                           |
| 257973     | 2001 CT36  | 13 fev 2001 | Kitt Peak     | Spacewatch      | —         | MPC                           |
| 257974     | 2001 CA38  | 15 fev 2001 | Socorro       | LINEAR          | Juno      | MPC                           |
| 257975     | 2001 CQ40  | 15 fev 2001 | Socorro       | LINEAR          | —         | MPC                           |
| 257976     | 2001 CT47  | 12 fev 2001 | Anderson Mesa | LONEOS          | —         | MPC                           |
| 257977     | 2001 CD48  | 15 fev 2001 | Socorro       | LINEAR          | —         | MPC                           |
| 257978     | 2001 CR48  | 13 fev 2001 | Kitt Peak     | Spacewatch      | —         | MPC                           |
| 257979     | 2001 DA6   | 16 fev 2001 | Socorro       | LINEAR          | —         | MPC                           |
| 257980     | 2001 DA17  | 16 fev 2001 | Socorro       | LINEAR          | —         | MPC                           |
| 257981     | 2001 DM19  | 16 fev 2001 | Socorro       | LINEAR          | —         | MPC                           |
| 257982     | 2001 DD20  | 16 fev 2001 | Socorro       | LINEAR          | —         | MPC                           |
| 257983     | 2001 DZ22  | 17 fev 2001 | Socorro       | LINEAR          | —         | MPC                           |
| 257984     | 2001 DS33  | 17 fev 2001 | Socorro       | LINEAR          | —         | MPC                           |
| 257985     | 2001 DC59  | 18 fev 2001 | Needville     | W. G. Dillon    | —         | MPC                           |
| 257986     | 2001 DS69  | 19 fev 2001 | Socorro       | LINEAR          | —         | MPC                           |
| 257987     | 2001 DY77  | 22 fev 2001 | Kitt Peak     | Spacewatch      | Vesta     | MPC                           |
| 257988     | 2001 DM80  | 20 fev 2001 | Haleakala     | NEAT            | —         | MPC                           |
| 257989     | 2001 DR81  | 21 fev 2001 | Kitt Peak     | Spacewatch      | —         | MPC                           |
| 257990     | 2001 DV81  | 21 fev 2001 | Kitt Peak     | Spacewatch      | Mitidika  | MPC                           |
| 257991     | 2001 DB82  | 22 fev 2001 | Kitt Peak     | Spacewatch      | —         | MPC                           |
| 257992     | 2001 DJ96  | 17 fev 2001 | Socorro       | LINEAR          | —         | MPC                           |
| 257993     | 2001 DO99  | 17 fev 2001 | Socorro       | LINEAR          | —         | MPC                           |
| 257994     | 2001 DB109 | 18 fev 2001 | Haleakala     | NEAT            | —         | MPC                           |
| 257995     | 2001 EV1   | 1 mar 2001  | Socorro       | LINEAR          | —         | MPC                           |
| 257996     | 2001 ES4   | 2 mar 2001  | Anderson Mesa | LONEOS          | —         | MPC                           |
| 257997     | 2001 EU7   | 2 mar 2001  | Anderson Mesa | LONEOS          | —         | MPC                           |
| 257998     | 2001 EO8   | 2 mar 2001  | Anderson Mesa | LONEOS          | —         | MPC                           |
| 257999     | 2001 EH11  | 2 mar 2001  | Haleakala     | NEAT            | —         | MPC                           |
| 258000     | 2001 EQ16  | 15 mar 2001 | Haleakala     | NEAT            | —         | MPC                           |